# Liga de Béisbol Profesional Roberto Clemente
La Liga de Béisbol Profesional Roberto Clemente (LBPRC) es la principal liga de béisbol profesional de Puerto Rico; se la conoce coloquialmente como la "Liga Puertorriqueña de Invierno". El campeón de la liga, que consta de seis equipos, participa en la Serie del Caribe.
La liga fue fundada como Liga de Béisbol Profesional de Puerto Rico en 1938. En 2007, la liga suspendió sus operaciones por primera vez desde su creación;  reanudó sus operaciones en 2008 después de reestructurarse y cambiar su nombre a Puerto Rico Baseball League (PRBL). En mayo de 2012, la liga estrenó su nombre actual, eligiendo honrar al miembro del Salón de la Fama del Béisbol Roberto Clemente nombrándolo en su honor y adoptando su filosofía de desarrollo atlético.

## Historia
Nace en 1938 bajo el nombre de Liga Semi-Pro de Béisbol de Puerto Rico con el apoyo de Teófilo Maldonado y Enrique Huyke, para este año se contaba con la participación de 6 equipos, Criollos de Caguas, Grises de Humacao, Indios de Mayagüez, Piratas Kofresí de Ponce, Senadores de San Juan y los Venerables de Guayama. Para 1939 se expandió la liga incorporándose los Tiburones de Aguadilla y los Cangrejeros de Santurce, este último sería el primer equipo puertorriqueño en ganar una Serie del Caribe en 1951 en la ciudad de Caracas. La liga creó un sistema de postemporada conocido como Round Robin a los mediados de los 80's. Actualmente la LBPRC enfrenta problemas por la poca afluencia de personas a los juegos de béisbol nacional y por esa razón decidió cancelarse la temporada 2007-2008. La liga regresó para celebrar la temporada 2008-09, año en que resultó campeón el equipo Leones de Ponce.  Los actuales campeones son los Cangrejeros de Santurce, quienes obtuvieron el campeonato de la temporada 2014-15, en esa misma temporada la liga volvió a tener 6 equipos lo que no pasaba desde la temporada 2008-09.Equipo con más victorias Cangrejeros de Santurce

## iniciación yBéisbol Romántico(1938-1970)
Puerto Rican Baseball comenzó a finales del siglo XIX. Los dos primeros clubes fueron fundados en 1897: el Club de Béisbol "Almendares", propiedad de Francisco Álamo Armas, y el Club de Béisbol "Borinquen", propiedad de Santos Filippi. Www.webcitation.org/query?url=http://espanol.geocities.com/elpelotero_online/guante/puertorico.htm&date=2009-10-25+03:29:11 (enlace roto disponible en Internet Archive; véase el historial, la primera versión y la última). Béisbol en Puerto Rico] </ ref> Según El primer juego se jugó el 11 de enero de 1898 en el viejo velódromo en Santurce, San Juan. El  Borinquen  venció al  Almendares  3 a 0. El primer juego para completar nueve entradas fue jugado el 30 de enero de 1898, cuando el 'Borinquen' 'venció al' 'Almendares nuevamente, 9 a 3. Enrique Huyke, profesor de Mayagüez, sugirió inicialmente el establecimiento de una liga de béisbol organizada en Puerto Rico. La idea fue adoptada por Teófilo Maldonado, presidente de la Comisión de Recreación y Deportes. Un tercero, Gabriel Castro, ayudó a Huyke con el reconocimiento de organizaciones que tenían que pagar mil dólares antes de ser admitidos, mientras que San Juan y Caguas. Bithorn se convirtió en el mánager más joven en la historia de la liga, recibiendo la oficina cuando tenía 22 años. Van Hyning et al., P. </ ref> Huyke sirvió como gerente de Mayagüez por menos de un mes, porque el dueño del equipo amenazó con retirar su entrada si no tomaba el cargo. notario.entidades independientes como el Rotary Club de Guayama colaboraron en la recaudación de fondos para los equipos. La Liga de Béisbol Semiprofesional de Puerto Rico (LBSPR) fue fundada en 1938, como una liga semiprofesional. Van Hyning et al., P. Seis equipos formaron la nueva organización, fueron los Senadores de San Juan, Leones de Ponce, Criollos de Caguas, Brujos de Guayama, Indios de Mayagüez y Grises Orientales de Humacao. Van Hyning et al., Pág. Los primeros jugadores puertorriqueños que jugaron en la Liga Mayor de Béisbol, Hiram Bithorn y Luis Olmo fueron activos en las listas de San Juan y Caguas. Bithorn se convirtió en el mánager más joven en la historia de la liga, recibiendo la oficina cuando tenía 22 años. Van Hyning et al., P. </ ref> Huyke sirvió como gerente de Mayagüez por menos de un mes, porque el dueño del equipo amenazó con retirar su entrada si no tomaba el cargo. notario.Los cambios en las listas se permitieron sólo durante la primera mitad de la temporada, cumpliendo un plazo antes del comienzo de la segunda mitad. Aunque el número de juegos ha variado históricamente de 40 a 80 juegos por temporada. Van Hyning et al., P. El juego All-Star estaba programado para coincidir con el tradicional Día de Reyes (Epiphany), una idea sugerida por Ángel Colon para que el producto pudiera ser usado para comprar juguetes. Esta fecha se utilizó durante décadas, hasta que el surgimiento de la televisión obligó a la liga a cumplir con las fechas solicitadas por las redes. Van Hyning et al., P . 222 </ ref> Una de las figuras principales de la liga en su etapa temprana era el veterano de las ligas del negro del veterano, Emilio Navarro (Emilio Navarro). Van Hyning y otros, p. 78 </ ref> Los Cangrejeros de Santurce y Tiburones de Aguadilla se unieron a los equipos originales en la temporada 1939-40. El 8 de enero de 1939, Humacao y San Juan jugaron un juego de 18 entradas que duró cuatro horas, estableciendo un récord. Van Hyning et al., P. Entre 1938 y 1941, el LBSPR formó parte del Congreso Nacional de Béisbol Semiprofesional, con el titular Guayama enfrentando a los campeones de la rama de Estados Unidos del Congreso en el mejor de siete En 1939, donde derrotó a Duncan Cementers, y de nuevo en 1940, con una lista que incluyó el Jugador Más Valioso de la liga, Satchel Paige. Van Hyning y otros, pag. En 1939-40, Pedro Cepeda (Peru Cepeda), el campeón defensor de bateo, ganó el título de bateo de la liga sobre Josh Gibson (Josh Gibson), quien logró ganar la siguiente temporada. = "P.74"> Van Hyning et al., Pág. 74 </ ref> Los Criollos de Caguas ganaron su primer campeonato en 1940-41, derrotando a los Cangrejeros en la serie final. Luis Cabrera de Santurce fue el último jugador en ganar el premio al Jugador Más Valioso de LBSPR. Van Hyning et al., P. El 14 de septiembre de 1941, Rafael Delgado Márquez propuso que la liga fuera renombrada a la Liga de Béisbol Profesional de Puerto Rico (LBPPR), moviendo con eficacia a liga hacia el profesionalismo. 9 "/> Se adoptó un formato de" vueltas "(mitades)<ref> Puerto Rico Liga de invierno: Una Historia de la Base de Lanzamiento de las Grandes Ligas. Thomas E. Van Hyning. Página 9. (Jefferson, N.C.: McFarland & Co., 1995) ISBN 0-7864-0128-1. ISBN 978-0-7864-0128-4. Recuperado el 3 de octubre de 2012. </ ref> desde la creación de la liga, donde los ganadores de cada vuelta se enfrentan para el campeonato. Sin embargo, Ponce consiguió ganar tres campeonatos consecutivos (1941-1945) sin tener que participar en una final ganando ambos  vueltas . En consecuencia, los aficionados de los equipos que fueron matemáticamente Eliminado por este formato perdió interés en el torneo. Algunos Concluyeron su participación en la temporada tras la eliminación de los equipos. Para lidiar con este tema, la liga estableció un nuevo formato de playoffs, donde los cuatro mejores equipos estaban incluidos.
Francisco Coimbre fue un miembro clave del éxito de Ponce con su ofensiva, ganando dos campeonatos de bateo, estableciendo un récord de liga para la mayoría de los juegos consecutivos con hits y no registrando un solo strikeout en tres temporadas consecutivas (1939-42). = "P.10" /> La consistencia de sus actuaciones le valió un Premio al Jugador Más Valioso. Otros jugadores que participaron para Ponce incluyeron Juan Guilbe y Griffin Tirado. Van Hyning y otros, p. 80 </ ref> La Segunda Guerra Mundial afectó directamente a la liga, reduciendo la longitud de la temporada 1942-43 con sólo cuatro equipos activos. Esta cantidad de equipos continuó hasta 1946, mientras que la regla que permitió la participación de tres jugadores importados por equipo, fue suspendida de 1942 a 1944. En la temporada 1944-45, Canena Márquez debutó En la liga estableciendo un récord de promedio de bateo más alto para un novato con .361, cumpliendo con los mínimos requeridos en turnos. Van Hyning et al., Pág. 118 </ ref> Los Senadores de San Juan ganaron su primer campeonato en 1945-46, derrotando a Indios en las finales. Van Hyning y otros, p. </ Ref> Durante esta temporada, Joe Buzas se convirtió en el primer jugador extranjero de MLB en manejar en el LBPPR. Van Hyning et al., P. 179 </ ref> Tomas "Planchardon" Quiñones ganó dos premios de Jugadores Most Valuable consecutivos de 1943 a 1945. Van Hyning et al., P. En 1947, el equipo de la liga participó en una serie de cinco juegos contra el New York Yankees (Nueva York Yankees), que ofreció a Ponce que derrotó al equipo visitante. José "Pantalones "Santiago debutó en esta temporada, ganando el Rookie del reconocimiento de Año, mientras que Canena Márquez rompió la casa de Josh GibsonVictor Pellot) hizo su debut con los Criollos en la temporada 1947-48, en la que el equipo ganó el título de la liga con una lista que Incluyó a Rafaelito Ortiz, quien fue el único lanzador en ganar 10 o más partidos para tres equipos diferentes de LBPPR.<Ref name = "p.92-93"> Van Hyning et al., P. 92-93 </ ref>
Mayagüez ganó el campeonato de 1948-49 con una lista que incluyó Canena Márquez y Lucas Pascua. Van Hyning y otros, p. Ese mismo año, la LBPPR se unió a la Caribbean Series, iniciando una rivalidad con el campeón de la Liga Cubana que duró toda la próxima década, hasta que Cuba dejó de participar en el evento. Van Hyning et al., Pág. 231 </ ref> Una década después de su fundación, la liga estaba empleando un calendario de 80 juegos. Varios nuevos estadios de béisbol se han construido por la temporada de 1949-50, esto era debido a un promedio de la asistencia de 750.000. Cada uno de los estadios construidos sobrepasó 6.000 asientos, con Estadio Francisco Montaner de Ponce Paquito Mountaner alcanzando 9.718 asientos para entonces. La instalación de las luces que permitieron las organizaciones de juegos en la noche aumentó la asistencia. Estadio Sixto Escobar tenía una capacidad máxima de más de 15.000, con 13.135 escaños. Van Hyning et al., P. Percucho Cepeda era una de las figuras dominantes de la liga durante los años 40, ganando dos campeonatos del bateo y un premio del jugador más valioso. Natalio Irizarry ganó el reconocimiento de Novato del Año de la liga en 1949-50. Van Hyning et al., P. 120 </ ref> De 1949-1955, la liga ofreció la participación de nuevos jugadores de MLB, incluyendo [[JohnnyLogan (baseball), Johnny Logan, Harvey Haddix y Hank Aaron entre otros. Van Hyning et al., P. 12 </ ref> Los jugadores comenzaron a elegir la liga para jugar debido a su nivel competitivo y clima caliente durante el invierno, una costumbre que ha continuado hasta la década actual. Los jugadores de las ligas negras prefirieron esto debido a la falta de racismo hacia los jugadores, en contraposición a los Estados Unidos. Van Hyning et al., P. 84 </ ref>

### Emergencia de Clemente y Cepeda
En 1952, Roberto Clemente hizo su debut con los Cangrejeros golpeando .234. Fue firmado por Pedrin Zorilla, debutando en la liga como un adolescente. Van Hyning et al., P. 53 </ ref> El equipo ganó el título de ese año y Cot Deal fue nombrado MVP.<Ref name = "p.145"> Van Hyning y otros, p. </ Ref> Clemente mejoró este promedio a .288 la temporada siguiente, pero Santurce terminó último en la liga. Van Hyning et al., P. 55 </ ref> Los campeones de la liga eran los criollos, que también ganaron la serie del Caribe. Van Hyning y otros, p. Con una lista que también incluyó a Luis Olmo, Willy Mays y Rubén Gómez, los Cangrejeros ganaron el campeonato 1954-55 que derrotó Caguas en la final, 4-1. Esta temporada, Clemente se convirtió en el primer jugador puertorriqueño en batear dos jonrones en el juego All-Star de la liga. El equipo también ganó la Serie Caribe, que se celebró en Venezuela Van Hyning et al., Pág. 46 </ ref> Jim Rivera entregó un promedio de .450 y fue nombrado MVP. Van Hyning et al., P. Los aficionados puertorriqueños recibieron al equipo con un desfile al aterrizar y Luis Muñoz Marín les dio la bienvenida en La Fortaleza. En 1955-56, Los Criollos ganaron el campeonato de la liga, en una temporada que marcó el debut de Orlando (Orlando Cepeda) en la liga. Clemente ganó el campeonato de bateo de la estación con un promedio
 En 1956-57, el campeonato de la liga fue ganado por los Indios. Durante esta estación, Clemente fue encendido para romper el expediente de la liga para la mayoría de los juegos con los golpes, establecidos previamente por Francisco Coimbre (Francisco Coimbre) en 1943-44. Van Hyning et al., P. 60 </ ref> La temporada siguiente, los Criollos derrotaron a los Cangrejeros para ganar el campeonato. Clemente que ahora jugó para Caguas, golpeó .529 durante la serie final. Van Hyning y otros, p.<Ref name = "p.99" </ ref> Juan "Terin" Pizarro ganó el Premio al Jugador Más Valioso, liderando la liga en victorias, ERA, el mejor margen de ganancia a pérdida y lanzó el séptimo no bateador de la LBPPR. Van Hyning et al., Pág.<Ref> En la Serie Caribe, derrotó a la Carta Vieja de Panamá (8: 0), registrando 17 ponches. Ambos equipos intercambiaron los dos últimos campeonatos de la década. La temporada de 1959-60 marcó la primera instancia en que los juegos de LBPPR se transmitieron en dos idiomas a través de la radio. Van Hyning et al., P.<Ref> Los criollos ganaron el campeonato, mientras que Ramón Luis Conde de Mayagüez ganó el Premio al Jugador Más Valioso.<Ref name = "p.127"> Van Hyning et al., P. Durante la década de 1950, la economía de Puerto Rico experimentó un crecimiento significativo, lo que propició los juegos de azar relacionados con el béisbol. Van Hyning et al., Pág. 37 </ ref> Esta tendencia experimentó un notable aumento a principios de los años sesenta.
Cangrejeros, en sustitución de Jim Beauchamp ayudando al equipo a ganar el campeonato de la liga. Durante esta temporada, Clemente fue nombrado gerente-jugador de San Juan, llevándolos a los playoffs. Van Hyning et al., P. 66 </ ref> El juego de las Estrellas representaba un formato en el que los jugadores latinoamericanos se enfrentaban a jugadores norteamericanos.<Ref name = "p.67"> Van Hyning et al., P. La temporada siguiente ofreció el principio de Jerry Morales que ganó el reconocimiento del novato de la liga de la liga después de participar para el equipo nacional de béisbol de Puerto Rico en los 1966 Juegos de Centroamérica y del Caribe.<Ref name = "p.104"> < Van Hyning et al., Pág. Carlos Bernier se retiró en 1966, después de haber ganado cinco títulos de base robados por un total de 285. El 20 de noviembre de 1966, Luis de León de San Juan lanzó el primer juego perfecto En la historia de la liga.<Ref name = "p.221"> Van Hyning et al., P. 221 </ ref> Caguas ganó el campeonato de la liga en 1967-68.<Ref name = "p.42"> Van Hyning et al., P. 42 </ ref> Nino Escalera, que terminó su carrera en tercer lugar en la lista de la liga, reemplazó a Vic Power como mánager del equipo durante esta temporada. Van Hyning et al., P. El 20 de diciembre de 1969, Santurce y Arecibo participaron en el único juego de LBPPR jugado fuera de Puerto Rico, sostenido en las Islas Vírgenes de los Estados Unidos (Islas Vírgenes de los Estados Unidos) para honrar a Elrod Hendricks (Elrod Hendricks).<Ref name = "P.48"> Van Hyning et al., Pág. 48 </ re

## Aumento de jugadores nativos internacionales (1970-2000)
Ponce ganó el segundo de los campeonatos de espalda con espalda en 1969-70, así como el título de la Serie del Caribe liderado en ambos por la ofensiva de Conde. Van Hyning et al., P. 128 </ ref> Wayne Simpson fue seleccionado MVP. Van Hyning et al., Pág. 157 </ ref> Los Cangrejeros ganaron el campeonato 1970-71, derrotando a Criollos en las finales. Van Hyning y otros, p. El Santos Alomar Sr. de Ponce ganó el campeonato de bateo de la liga y fue nombrado MVP, mientras que Willie Montañez de Caguas lideró la liga en cuadrangulares después de registrar 30 en el Major League Baseball.<Ref name = "p.103"> Hyning et al., Pág. </ Ref> Clemente volvió a servir como el encargado de San Juan para la estación, nombrando Nino Escalera como su coche. Van Hyning y otros, p. Sólo aceptó el trabajo por un año, esperando que Escalera lo reemplazara durante la siguiente temporada. El equipo avanzó a los playoffs, perdiendo su serie contra Santurce. Clemente también logró que Puerto Rico ganara en el juego de las Estrellas, que incluía un formato de nativos contra jugadores extranjeros. Ref name = "p.70"> Van Hyning et al., Pág. 70 </ ref> Fue sucedido como encargado de Santurce por Frank Robinson en la estación 1971-72. Rubén Gómez también actuó temporalmente en la oficina, mientras que Robinson asistió a una gira en Japón con Baltimore. Van Hyning et al., Pág. 96-97 </ ref> Los Cangrejeros ganaron el título 1972-73. El juego All-Star de esa temporada fue dedicado en honor de Clemente, quien murió una semana antes mientras transportaba suministros a las víctimas del terremoto de Nicaragua en 1972. Van Hyning et al., Pág. 71 </ ref> Tanto jugadores nativos como extranjeros ganaron una banda negra en sus brazos para simbolizar el dolor.
Los criollos ganaron el campeonato 1973-74, poseiendo la alineación nativa más fuerte de la liga. Jerry Morales lideró el equipo, bateando 14 jonrones como el bateador líder de Caguas.<Ref name = "p.105"> Van Hyning y otros, p. 105 </ ref> Eduardo Figueroa lideró la liga en victorias en temporadas consecutivas, registrando 10-3 dos veces desde 1973-75. Este fue el primer año que la liga empleó La regla de bateador designado, incluida la posición en las alineaciones de bateo. Gómez que había seguido lanzando para Santurce, se retiró en la temporada 1975-76. Los Crillos ganaron el campeonato 1976-77, liderado por el MVP de la liga, José Cruz.<Ref name = "p.96-97" Ref nombre = "p.107"> Van Hyning et al., Pág. Los indios ganaron el título la siguiente temporada con una alineación que incluyó al MVP Kurt Bevaqua y se encendieron para ganar la serie del Caribe llevada a cabo en Mazatlan, México, José Manuel Morales que conduce a todos los bateadores con un promedio .421. Van Hyning et al., Pág. 130 </ ref><ref name = "p.170"> Van Hyning y col., Pág. 170 </ ref> Caguas ganó su noveno campeonato en la temporada 1978-79. Bayamón ganó el último campeonato de esta década, con una lista que incluyó al campeón de bateo, Dave Bergman .<Ref name = "p.159"> Van Hyning et al., Pág. 159 </ ref>

### Reemergencia en la serie del Caribe
Los Criollos ganaron su décimo campeonato en la temporada 1980-81, pero la Serie del Caribe no se llevó a cabo ese año. Van Hyning y otros, pag. El 2 de enero de 1981, Rickey Henderson estableció un nuevo registro de bases robadas con 42. Orlando Gómez hizo su debut como gerente de Mayagüez y ganó el premio al Mánager del Año.<Ref name = "p.184" Van Hyning et al., Pág. Dickie Thon ganó el primero de dos títulos de bateo consecutivos esta temporada.<Ref name = "p.108"> Van Hyning y otros, p. 108 </ ref> Esto también marcó la última temporada activa de Alomar Sr., retirándose adelante en el cuarto lugar de los líderes de todos los tiempos de golpe de la liga. Van Hyning et al., P. En 1981-82, los Lobos de Arecibo empotraron y sus jugadores nativos, Edwin Nuñez, Candy Maldonado y Ramón Avilés fueron reclutados por los equipos restantes. .43 "> Van Hyning et al., Pág. El equipo ganó la Serie del Caribe de 1983, recibiendo una gran ceremonia de bienvenida en el Aeropuerto Muñoz Marín que incluyó un desfile Desde San Juan hasta Arecibo. Maldonado, que se convirtió en el tercer jugador nativo que bateó dos jonrones en un juego de las Estrellas, junto a Clemente e Ismael Oquendo, fue incluido en el equipo All Star de la Serie después de registrar un promedio de .348. Van Hyning et al., Pág.<Ref> En la temporada 1974-75, los Senadores de San Juan fueron trasladados a Bayamón, siendo renombrados Vaqueros de Bayamón (Vaqueros de Bayamón).<Ref name = "p.39"> Van Hyning et al., Pág. 39 </ ref> De 1974 a 1983, el equipo organizó sus partidos en el Estadio Juan Ramón Loubriel, que cuenta con 16.000 escaños. Carmelo Martínez, de Bayamón, fue elegido MVP. Van Hyning et al., P. 137 </ ref> Mayaguez ganó la temporada 1983-84, con Jerry Willard de Santurce que fue seleccionado MVP. Van Hyning et al., P. 162 </ ref> Además de esto, los jugadores fueron recompensados con un viaje de crucero y se reunieron con el Gobernador de Puerto Rico.<Ref name = "p.46"> Van Hyning et al., P. 46 </ ref> Eduardo Figueroa lideró la liga en ERA, ganando el reconocimiento de Jugador de Retorno del Año. Para la temporada 1984-85, los Vaqueros fueron trasladados a San Juan y Re-adoptó su nombre original, los Senadores de San Juan.
Sin embargo, un año más tarde se rebautizaron como los Metros de San Juan, un nombre que conservaron hasta 1994. El equipo ganó el título de LBPPR esa temporada. El equipo también ganó la Serie del Caribe liderada por Francisco Javier Oliveras, quien ganó un juego en la serie y había grabado previamente ocho victorias en la temporada regular y una en las semifinales. Henry Cotto de Caguas Fue seleccionado MVP de la liga. Rúben Sierra debutó en Santurce y ganó el premio Rookie of the Year de la liga.<Ref name = "p.110"> Van Hyning et al. Uno de los gerentes más exitosos de Puerto Rico, Mako Oliveras, hizo su debut como director en diciembre de 1984, luego se hizo responsable de dar tiempo de juego a prospectos desconocidos como Benito Santiago, Edgar Martínez y Carlos Baerga, En convertirse en estrellas. Mayagüez ganó el campeonato 1985-86. Esto marcó el debut de Roberto Alomar en el LBPPR, debutando para los criollos después de ser redactado por Arecibo mientras que en High School secundaria. Caguas ganó el campeonato 1986-87, el equipo pasó a ganar la Serie del Caribe, con una alineación nativa que incluyó Alomar, Carmelo Martínez, Edgar Díaz, Rivera alemán, Henry Cotto, Orlando Mercado y Heidi Vargas. . Van Hyning et al., Pág. 111 </ ref> Este fue el último año de la liga de José Cruz, que acumuló 119 jonrones, 40 para los Leones y 70 con Caguas, terminando segundo en la lista de todos los tiempos.<Ref name = "p.106"> Van Hyning et al., Pág. </ Ref> Los Indios de Mayagüez ganaron la temporada 1985-86, siendo liderados por los tres cuadrangulares de Luis Quiñones en la final sobre San Juan. Caguas ganó el campeonato 1986-87 Y su tercer título de la Serie del Caribe, siendo liderado por una alineación que incluyó a Cotto y Oliveras. Mayagüez ganó el primero de back to back títulos en 1987-88. Este año el Juego de las Estrellas conmemoró el 50 aniversario de la liga, dedicándose a Ángel Colón. Van Hyning et al., P. 223 </ ref> La región del Metro derrotó a la región de la Isla, 1: 0. Mayagüez ganó el título 1988-89, una vez más siendo conducido por el golpe de embrague de Quiñones. Javier López debutó en 1988, ganando el reconocimiento de Rookie del Año de la liga. .116 "

### Rivalidad con LBPRD y "Dream Team"
San Juan ganó el campeonato en la temporada 1989-90. La temporada contó con el debut de Juan González, quien bajo la iniciativa del Gerente del Año de la temporada, Ramón Aviles, jugó todos los partidos Con Caguas, terminando segundo en cuadrangulares con 9 e impulsadas con 34. Van Hyning et al., P. 185 </ ref> Se negoció para Alomar durante la temporada baja. </ Ref> Van Hyning y otros, p. González también reforzó a San Juan, registrando dos cuadrangulares en la Serie del Caribe. Carlos Baerga y Edgar Martínez fueron nombrados co-MVPs. Martínez se convirtió en el primer jugador en 41 temporadas en ganar la corona de bateo con un promedio por encima de 400, registrando .424. Santurce ganó el título al año siguiente, con el debut de Wil Cordero , Que fue nombrado Novato del Año. Van Hyning et al., P.<Ref> En la temporada 1991-1992, la franquicia de Criollos de Caguas fue trasladada a Bayamón, pero experimentó baja asistencia en ese municipio. Van Hyning et al., P. 41 </ ref>
[Logotipo de la primera Serie Interliga entre el PRBL y el LBPRD] [Archivo: Serie interligaspr rd300.jpg |
Debido a esto, sus jugadores estrella, Juan González Juan González e Iván Rodríguez fueron redactados por Santurce y Mayagüez respectivamente. Los Indios ganaron el campeonato de la temporada y la Serie del Caribe celebrada en México, con Chad Kreuter ganando el premio MVP de la serie. Van Hyning et al., P. 49 </ ref> Roberto Hernández ganó un tie-breaker con Venezuela para asegurar la serie. Van Hyning et al., P. 114 </ ref> Cordero fue reconocido como MVP de la liga. La temporada 1992-93 incluyó la vuelta de Dickie Thon a la liga, que llevó a Santurce a un campeonato sobre San Juan en la final, así como el debut de José Cruz como un mánager. La serie de finales incluyó a Thon y Juan González, que atrajo a 90.369 aficionados durante seis partidos, incluyendo un récord de 23.701 en el último partido. González había ganado títulos de bateo consecutivos en la Major League Baseball y Fue seleccionado como MVP después de registrar un promedio de .333 con siete jonrones y 14 remolcadas. Otros jugadores de la MLB, incluyendo Iván Rodríguez, Sandy Alomar, Jr. y Omar Olivares volvieron a la liga Durante la temporada. Los Cangrejeros ganaron su cuarto título de la Serie del Caribe. Cordero ganó el campeonato de bateo de la liga.
Hasta 1993, todos los campos de béisbol presentaban césped natural, siendo Ponce el primero en instalar césped artificial durante ese año. Los Senadores de San Juan derrotaron al equipo cubano de béisbol el 1 de diciembre de 1993, con un jonrón de Javier López.E = "p.116"> Van Hyning et al., Pág. El campeonato 1993-94 fue ganado por San Juan, que fue conducido por Carmelo Martínez la segunda temporada del MVP. Los Criollos reingresaron a la liga para la estación 1994-95 y González Regresó al equipo. Los Cangrejeros ganaron el campeonato de ese año, repitiendo el título de Puerto Rico en la Serie Caribe. Ese año, los Senadores de San Juan manejados por Luis Meléndez (béisbol) Luis Luis Torito Meléndez ]] Ganó el título, montando posteriormente uno de los equipos más fuertes en la historia de la serie del Caribe.<Ref name = "Equipo de los sueños"> / Print? Id = 403752 & type = story «Equipos de ensueño en la Serie del Caribe». [ESPN Deportes]. 31 de enero de 2006. Consultado el 4 de febrero de 2009. < / Ref> El grupo, que fue apodado "equipo ideal", ofreció a jugadores importantes de la béisbol de la liga en la mayoría de las posiciones, contando con una alineación que incluyó Roberto Alomar, Carlos Bergha, Bernie Williams, Juan González, Juan González, Edgar Martínez, Carlos Delgado, Rubén Sierra, Rey Sánchez y Carmelo Martínez. La ofensiva de Puerto Rico dominó el torneo, ganando eventual el campeonato de la serie del Caribe con un expediente invicto de 6-0. El equipo era responsable de las únicas dos pérdidas De la República Dominicana, el país que terminó segundo, anotando victorias contra Pedro Martínez y José Rijo en los juegos tercero y sexto respectivamente. Negociado con el equipo de Ponce por Javier López durante la temporada baja, fue nombrado el jugador más valioso de la serie después de batear 560 con dos jonrones.

### Suspensión, reestructuración y cambio de nombre
En agosto de 2007, se anunció que la temporada 2007-2008 se canceló debido a la disminución de la asistencia y los beneficios en los últimos 10 años, y la liga en lugar de trabajar en un plan de marketing y la reorganización. En mayo de 2008, se anunció que la liga volvería para la temporada 2008-09, y que los atenienses de Manatí serían trasladados una vez más a Santurce, y se convertirían en los Crabbers de Santurce. Como parte de la reestructuración, Liga Mayor de Béisbol se ofreció a trabajar para aumentar la publicidad. El 15 de julio de 2008, el personal de la liga y la Liga Mayor de Béisbol participó en una reunión en la que se discutieron detalles sobre el merchandising de la liga.<Ref> {{cita libro | title = Frente a frente hoy Liga Invernal y Grandes Ligas Ponce fue el primer [equipo] en clasificarse a la temporada de postemporada, ], Liderando la liga. Arecibo y Santurce también se clasifican directamente. El último espacio para los playoffs fue decidido con un juego de "muerte súbita", con Mayagüez derrotando a Caguas con puntuaciones de 6-0. El 8 de enero, los jugadores eliminados participaron en un draft especial, con jugadores como Iván Rodríguez, Saúl Rivera y Luis Matos.<Ref> {{cite web | url = http://www.primerahora.com/deportes/beisbol/nota/cuadradoslosrefuerzosparalasemifinal-262665 | title = Cuadrados de los refuerzos para la semifinal | trabajo = Primera Hora | date = 8 de enero de 2009 | Los Indios y Cangrejeros fueron eliminados en las semifinales, con Ponce y Arecibo avanzando. En la final, los Leones ganaron el primer juego, sólo perdiendo el segundo antes de dominar tres consecutivos para ganar el campeonato de la liga.El 2 de octubre de 2009, García renunció a su cargo como presidente de la liga, citando "razones personales".<Ref> {{cite web | url = http://www.primerahora.com/deportes/beisbol/ Sadi Antonmattei fue elegido por el consejo de administración de la Federación Rusa de Filosofía y Letras, Directores]] para servir como presidente.<Ref> {{cite web | url = http://www.primerahora.com/deportes/beisbol/nota/eligenanuevopresidentedeligadebeisbolprofesionaldepuertorico-335721 | title = Eligen un nuevo presidente de la Liga de Béisbol Profesional de Puerto Rico El 19 de octubre de 2009, la liga reveló un contratoCon WIPR-TV a difundir sus juegos.<Ref> {{cite web | url = http://www.primerahora.com/deportes/beisbol/nota/beisbolinvernalporpuertoricotv-338677 | title = Béisbol La temporada 2009-10 fue inaugurada el 20 de noviembre de 2009, con juegos entre Ponce y Carolina, y la temporada 2009-10 fue inaugurada el 20 de noviembre de 2009. Arecibo versus Mayagüez-Aguadilla.<Ref name = "PB 09-10"> {{cite web | url = http://www.primerahora.com/deportes/beisbol/nota/borinquenescuchaelplayball-343549 | title = Borinquen escucha el ¡ ¡jugar a la pelota! Por: Álex Figueroa Fecha de publicación: 2009-11-23 | Marcó la primera vez que la liga sólo tuvo cinco participantes activos desde 1993-94, debido a la recesión de Cangrejeros. Durante esta temporada, los partidos inter-liga con la Liga de Béisbol de invierno Dominicana continuaron siendo incluidos en los libros de registro oficiales de ambas organizaciones. Indios de Mayagüez ganó la temporada 2009-10, su decimosexto campeonato (la mayoría en la liga) cuando derrotó a los Criollos de Caguas 4 juegos a 1. Tres juegos en esta serie fueron a entradas adicionales<ref> «¡Los Indios de Mayagüez hijo campeones! Primera Hora (Primera Hora) Fecha: 30 de enero de 2010». </ ref> Para dar más difusión y entretenimiento a la afición y práctica del béisbol tanto en Puerto Rico como en Europa ha sido propuesto por el Reunificacionismo con España que las Ligas de Béisbol de Puerto Rico y España se fusionen en una sola, llamada "Liga Total de Beisbol Profesional Roberto Clemente", donde la conferencia Oeste serían los equipos de Puerto Rico, mientras que los de la conferencia Este serían los equipos de la Península y Canarias. Ambas conferencias estarían compuestas por 7 equipos cada una. Los dos primeros y segundos equipos de cada conferencia se cruzarían en enfrentamiento, la final sería a partido único disputado en estadio neutral, por número de aficionados y espectáculo, 4 años seguidos se celebrarían siempre las finales de la Liga Total Roberto Clemente en Puerto Rico y el quinto en Tenerife, salvo que el equipo de Béisbol de Tenerife jugara esa misma temporada la final, en ese caso se jugaría en la Península.

## Equipos Actuales
Actualmente la Liga Roberto Clemente se compone por 6 novenas. Para la temporada 2024-25 se da el regreso de los históricos Senadores de San Juan.
| Equipo                  | Ciudad             | Estadio                       | Capacidad |
| Cangrejeros de Santurce | Santurce, San Juan | Hiram Bithorn                 | 18,264    |
| Criollos de Caguas      | Caguas             | Parque Yldefonso Solá Morales | 10,000    |
| Gigantes de Carolina    | Carolina           | Roberto Clemente Walker       | 12,500    |
| Indios de Mayagüez      | Mayagüez           | Isidoro García                | 10,500    |
| Leones de Ponce         | Ponce              | Francisco Montaner            | 11,537    |
| Senadores de San Juan   | San Juan           | Hiram Bithorn                 | 18,264    |

### Clasificación Histórica de los Equipos
| 1  | Criollos de Caguas      | 76 | 4,204 | 2,241 | 1,963 | .533 |  |
| 2  | Cangrejeros de Santurce | 72 | 4,193 | 2,193 | 2,000 | .523 |  |
| 3  | Leones de Ponce         | 75 | 4,351 | 2,160 | 2,191 | .496 |  |
| 4  | Indios de Mayagüez      | 78 | 4,448 | 2,139 | 2,309 | .481 |  |
| 5  | Senadores de San Juan   | 51 | 3,347 | 1,704 | 1,643 | .509 |  |
| 6  | Lobos de Arecibo        | 42 | 2,384 | 1,083 | 1,301 | .454 |  |
| 7  | Vaqueros de Bayamon     | 13 | 751   | 393   | 358   | .523 |  |
| 8  | Gigantes de Carolina    | 16 | 695   | 329   | 366   | .473 |  |
| 9  | Tiburones de Aguadilla  | 0  | 524   | 200   | 324   | .382 |  |
| 10 | Venerables de Guayama   | 0  | 181   | 119   | 62    | .657 |  |
| 11 | Atenienses de Manatí    | 4  | 164   | 71    | 93    | .433 |  |
| 12 | Grises de Humacao       | 0  | 168   | 69    | 99    | .411 |  |

### Estadios de Béisbol de Puerto Rico
| Equipo                  | Ciudad    | Estadio                         | Capacidad |
| ----------------------- | --------- | ------------------------------- | --------- |
| Gigantes de Carolina    | Carolina  | Estadio Roberto Clemente Walker | 12.500    |
| Indios de Mayagüez      | Mayagüez  | Estadio Isidoro García          | 10.500    |
| Criollos de Caguas      | Caguas    | Parque Yldefonso Solá Morales   | 10.000    |
| Tiburones de Aguadilla  | Aguadilla | Estadio Luis Canena Márquez     | 5.000     |
| Cangrejeros de Santurce | San Juan  | Estadio Hiram Bithorn           | 18.264    |
| Leones de Ponce         | Ponce     | Estadio Francisco Montaner      | 11.537    |

## Equipos Campeones
| Temporada | Equipo campeón               |
| --------- | ---------------------------- |
| 1938-39   | Venerables de Guayama (1)    |
| 1939-40   | Venerables de Guayama (2)    |
| 1940-41   | Criollos de Caguas (1)       |
| 1941-42   | Leones de Ponce (1)          |
| 1942-43   | Leones de Ponce (2)          |
| 1943-44   | Leones de Ponce (3)          |
| 1944-45   | Leones de Ponce (4)          |
| 1945-46   | Senadores de San Juan (1)    |
| 1946-47   | Leones de Ponce (5)          |
| 1947-48   | Caguas-Guayama (2)           |
| 1948-49   | Indios de Mayagüez (1)       |
| 1949-50   | Caguas-Guayama (3)           |
| 1950-51   | Cangrejeros de Santurce (1)  |
| 1951-52   | Senadores de San Juan (2)    |
| 1952-53   | Cangrejeros de Santurce (2)  |
| 1953-54   | Caguas-Guayama (4)           |
| 1954-55   | Cangrejeros de Santurce (3)  |
| 1955-56   | Caguas-Guayama (5)           |
| 1956-57   | Indios de Mayagüez (2)       |
| 1957-58   | Caguas-Guayama (6)           |
| 1958-59   | Cangrejeros de Santurce (4)  |
| 1959-60   | Caguas-Guayama (7)           |
| 1960-61   | Senadores de San Juan (3)    |
| 1961-62   | Cangrejeros de Santurce (5)  |
| 1962-63   | Indios de Mayagüez (3)       |
| 1963-64   | Senadores de San Juan (4)    |
| 1964-65   | Cangrejeros de Santurce (6)  |
| 1965-66   | Indios de Mayagüez (4)       |
| 1966-67   | Cangrejeros de Santurce (7)  |
| 1967-68   | Caguas-Guayama (8)           |
| 1968-69   | Leones de Ponce (6)          |
| 1969-70   | Leones de Ponce (7)          |
| 1970-71   | Cangrejeros de Santurce (8)  |
| 1971-72   | Leones de Ponce (8)          |
| 1972-73   | Cangrejeros de Santurce (9)  |
| 1973-74   | Caguas-Guayama (9)           |
| 1974-75   | Vaqueros de Bayamón (1)      |
| 1975-76   | Vaqueros de Bayamón (2)      |
| 1976-77   | Criollos de Caguas (10)      |
| 1977-78   | Indios de Mayagüez (5)       |
| 1978-79   | Criollos de Caguas (11)      |
| 1979-80   | Vaqueros de Bayamón (3)      |
| 1980-81   | Criollos de Caguas (12)      |
| 1981-82   | Leones de Ponce (9)          |
| 1982-83   | Lobos de Arecibo (1)         |
| 1983-84   | Indios de Mayagüez (6)       |
| 1984-85   | Senadores de San Juan (5)    |
| 1985-86   | Indios de Mayagüez (7)       |
| 1986-87   | Criollos de Caguas (13)      |
| 1987-88   | Indios de Mayagüez (8)       |
| 1988-89   | Indios de Mayagüez (9)       |
| 1989-90   | Senadores de San Juan (6)    |
| 1990-91   | Cangrejeros de Santurce (10) |
| 1991-92   | Indios de Mayagüez (10)      |
| 1992-93   | Cangrejeros de Santurce (11) |
| 1993-94   | Senadores de San Juan (7)    |
| 1994-95   | Senadores de San Juan (8)    |
| 1995-96   | Lobos de Arecibo (2)         |
| 1996-97   | Indios de Mayagüez (11)      |
| 1997-98   | Indios de Mayagüez (12)      |
| 1998-99   | Indios de Mayagüez (13)      |
| 1999-00   | Cangrejeros de Santurce (12) |
| 2000-01   | Criollos de Caguas (14)      |
| 2001-02   | Vaqueros de Bayamón (4)      |
| 2002-03   | Indios de Mayagüez (14)      |
| 2003-04   | Leones de Ponce (10)         |
| 2004-05   | Indios de Mayagüez (15)      |
| 2005-06   | Gigantes de Carolina (1)     |
| 2006-07   | Gigantes de Carolina (2)     |
| 2007-08   | Temporada cancelada          |
| 2008-09   | Leones de Ponce (11)         |
| 2009-10   | Indios de Mayagüez (16)      |
| 2010-11   | Criollos de Caguas (15)      |
| 2011-12   | Indios de Mayagüez (17)      |
| 2012-13   | Criollos de Caguas (16)      |
| 2013-14   | Indios de Mayagüez (18)      |
| 2014-15   | Cangrejeros de Santurce (13) |
| 2015-16   | Cangrejeros de Santurce (14) |
| 2016-17   | Criollos de Caguas (17)      |
| 2017-18   | Criollos de Caguas (18)      |
| 2018-19   | Cangrejeros de Santurce (15) |
| 2019-20   | Cangrejeros de Santurce (16) |
| 2020-21   | Criollos de Caguas (19)      |
| 2021-22   | Criollos de Caguas (20)      |
| 2022-23   | Indios de Mayagüez (19)      |
| 2023-24   | Criollos de Caguas (21)      |
| 2024-25   | Indios de Mayagüez (20)      |

## Campeonatos
| Equipos                 | Campeón |
| ----------------------- | ------- |
| Criollos de Caguas      | 21      |
| Indios de Mayagüez      | 20      |
| Cangrejeros de Santurce | 16      |
| Leones de Ponce         | 11      |
| Senadores de San Juan   | 8       |
| Vaqueros de Bayamón     | 4       |
| Venerables de Guayama   | 2       |
| Lobos de Arecibo        | 2       |
| Gigantes de Carolina    | 2       |

## Campeonatos Serie del Caribe
| Equipos                 | Campeón |
| ----------------------- | ------- |
| Cangrejeros de Santurce | 5       |
| Criollos de Caguas      | 5       |
| Indios de Mayagüez      | 2       |
| Lobos de Arecibo        | 1       |
| Leones de Ponce         | 1       |
| Vaqueros de Bayamón     | 1       |
| Senadores de San Juan   | 1       |

## Campeonatos Serie Interamericana
| Equipos                 | Campeón |
| ----------------------- | ------- |
| Cangrejeros de Santurce | 1       |

## Premios

### Jugador Más Valioso
- 1941-1942 Barney Brown, Guayama
- 1942-1943 Pancho Coimbre, Ponce & Luis Olmo, Santurce (empatados)
- 1943-1944 Tomás Quiñones, Ponce
- 1944-1945 Tomás Quiñones, Ponce
- 1945-1946 Monte Irvin, San Juan
- 1946-1947 Barney Brown, San Juan
- 1947-1948 Willard Brown, Santurce
- 1948-1949 Luke Easter, Mayagüez
- 1949-1950 Willard Brown, Santurce
- 1950-1951 Bob Thurman, Santurce
- 1951-1952 Rubén Gómez, Santurce
- 1952-1953 Ellis "Cot" Deal, San Juan
- 1953-1954 Luis Márquez, Mayagüez
- 1954-1955 Sam Jones, Santurce
- 1955-1956 Vic Power, Caguas
- 1956-1957 José "Ronquito" García, Mayagüez
- 1957-1958 Juan Pizarro, Caguas
- 1958-1959 Orlando Cepeda, Santurce
- 1959-1960 Ramón "Guito" Conde, Mayagüez
- 1960-1961 Luis Arroyo, San Juan
- 1961-1962 Orlando Cepeda, Santurce
- 1962-1963 Bob Dustal, Mayagüez
- 1963-1964 Danny Cater, Ponce
- 1964-1965 Mike Cuellar, Arecibo
- 1965-1966 John Boozer, Ponce
- 1966-1967 Tony Pérez, Santurce
- 1967-1968 José Pagán, Caguas
- 1968-1969 Ellie Hendricks, Santurce
- 1969-1970 Wayne Simpson, Ponce
- 1970-1971 Sandy Alomar Sr., Ponce
- 1971-1972 Roger Moret, Santurce
- 1972-1973 Lynn McGlothen, Arecibo
- 1973-1974 Benny Ayala, Arecibo
- 1974-1975 Jay Johnstone, Caguas
- 1975-1976 Héctor Cruz, Mayagüez
- 1976-1977 José Cruz Sr., Caguas
- 1977-1978 Kurt Bevacqua, Mayagüez
- 1978-1979 Jim Dwyer, Mayagüez
- 1979-1980 Jesús Vega, Arecibo
- 1980-1981 Rusty Torres, Mayagüez
- 1981-1982 Edwin Nuñez, Ponce
- 1982-1983 Carmelo Martínez, Bayamon
- 1983-1984 Jerry Willard, Santurce
- 1984-1985 Henry Cotto, Caguas
- 1985-1986 Wally Joyner, Mayagüez
- 1986-1987 William (Skeeter) Barnes, San Juan
- 1987-1988 Bryan Harvey, San Juan
- 1988-1989 Lonnie Smith, San Juan
- 1989-1990 Edgar Martínez, San Juan & Carlos Baerga, San Juan (empatados)
- 1990-1991 Héctor Villanueva, San Juan
- 1991-1992 Wil Cordero, Mayagüez
- 1992-1993 Juan González, Santurce
- 1993-1994 Carmelo Martínez, San Juan
- 1994-1995 Carlos Delgado, San Juan
- 1995-1996 Doug Glanville, Mayagüez
- 1996-1997 Roberto Alomar, San Juan
- 1997-1998 José Hernández, Mayagüez
- 1998-1999 José Vidro, Ponce
- 1999-2000 Iván Cruz, Ponce
- 2000-2001 Yamil Benítez, Carolina
- 2001-2002 Ramón Vázquez, Caguas
- 2002-2003 Héctor Ortiz, Caguas
- 2003-2004 Alexis Ríos, Caguas
- 2004-2005 José Muñoz, Caguas
- 2005-2006 John Lin Pachot, Manatí
- 2006-2007 Raúl Casanova, Caguas
- 2007-2008 TORNEO SUSPENDIDO
- 2008-2009 Jorge Padilla, Arecibo
- 2009-2010 Michel Abreu, Arecibo
- 2010-2011 Pedro Valdés, Carolina
- 2011-2012 Jorge Padilla, Caguas
- 2012-2013 Andy González, Caguas
- 2013-2014 Jordan Lennerton, Ponce
- 2014-2015 Anthony García, Carolina
- 2015-2016 Kennys Vargas, Mayagüez
- 2016-2017 Daniel Ortiz , Mayagüez
- 2018       David Vidal, Caguas
- 2018-2019 Kennys Vargas, Mayagüez
- 2019-2020 José Sermo, Manatí
- 2020-21    Jarren Durán, Caguas
- 2021-22 Danny Ortiz, Mayagüez

Nota: Este premio fue instituido en octubre de 1941 por el Sr. Frank Rodríguez, gerente general de la firma “Bestfit Clothing Company”.  La selección estaría a cargo de un comité de deportistas y el ganador recibiría un trofeo, un cheque por cincuenta dólares y una botella de champán.  El propio Rodríguez hacía entrega de los premios cuando terminara la Serie Regular.

### Novato del Año
- 1942-43	Leonardo Medina Chapman, San Juan
- 1943-44	Félix Andrade, Santurce
- 1944-45	Luis Márquez, Mayagüez & Alfonso Gerard, Santurce (empatados)
- 1945-46	Víctor Cruz, Santurce
- 1946-47	José Santiago,  Ponce
- 1947-48	Rubén Gómez, Santurce
- 1948-49	Domingo Sevilla, Santurce
- 1949-50	Natalio Irizarry, Mayagüez
- 1950-51	Valmy Thomas, Santurce
- 1951-52	Orlando Rodríguez Jr., Ponce
- 1952-53	William Figueroa, Santurce
- 1953-54	Germán Rivera, San Juan
- 1954-55	Félix Torres, Ponce
- 1955-56	José Pagán, Santurce
- 1956-57	Oscar Rodríguez, Ponce
- 1957-58	Frank Reveira, Caguas
- 1958-59	Al McBean, Ponce
- 1959-60	Woody Huyke, Caguas
- 1960-61	José E. Pizarro, San Juan
- 1961-62	José A. Silva, Arecibo
- 1962-63	José M. Géigel, Santurce
- 1963-64	Edwin Pacheco, Ponce
- 1964-65	José Pizarro, Caguas
- 1965-66	Ernesto González, Ponce
- 1966-67	DESIERTO
- 1967-68	Luis Alvarado, San Juan
- 1968-69	Luis Meléndez, Ponce
- 1969-70	Félix Roque, Ponce
- 1970-71	Manuel Ruiz, Mayagüez
- 1971-72	Raúl Colón, Mayagüez
- 1972-73	Efraín Vázquez, Arecibo
- 1973-74	Ismael Oquendo, Santurce
- 1974-75	Álex Rodríguez, Mayagüez
- 1975-76	Jorge Aranzamendi, Mayagüez
- 1976-77	José L. Martínez, Ponce
- 1977-78	Carlos Lezcano, Arecibo
- 1978-79	Candy Maldonado, Arecibo
- 1979-80	Germán Rivera, Ponce
- 1980-81	Miguel Torres, Arecibo
- 1981-82	Carmelo Martínez, Bayamón
- 1982-83	Luis Quiñones, Mayagüez
- 1983-84	Rafael Barbosa, San Juan
- 1984-85	Rubén Sierra, Santurce
- 1985-86	Joey Cora, Ponce
- 1986-87	Jerry Browne, Santurce
- 1987-88	Boi Rodríguez, Arecibo
- 1988-89	Orlando Merced, Arecibo
- 1989-90	Alex Díaz, Mayagüez
- 1990-91	Wil Cordero, Mayagüez
- 1991-92	Gary Caraballo, Ponce
- 1992-93	Omar García, Mayagüez
- 1993-94	Ricky Ledeé, Ponce
- 1994-95	Armando Ríos, Mayagüez
- 1995-96	José Texidor, Ponce
- 1996-97	Enrique Calero, Mayagüez
- 1997-98	Josué Espada, Santurce
- 1998-99	Roberto Vaz, Bayamón
- 1999-00	Alex Cintrón, Caguas
- 2000-01	Mickey Negrón, Caguas
- 2001-02	Willie Collazo, Carolina
- 2002-03	Javier López, Santurce
- 2003-04	Miguel Martínez, Carolina
- 2004-05	Eric Monzón, Mayagüez
- 2005-06	Edwin Maysonet, Arecibo
- 2006-07	Iván de Jesús Jr., Arecibo
- 2007-08	TORNEO SUSPENDIDO
- 2008-09	Jorge Jiménez, Mayagüez
- 2009-10	Hiram Burgos, Mayagüez
- 2010-11	Sergio Miranda, San Juan
- 2011-12	Freddie Cabrera, Mayagüez
- 2012-13        Christian Colon, Ponce
- 2013-14    Jack López, Santurce
- 2014-15    T.J. Rvera, Mayagüez
- 2015-16   Joe Jiménez, Carolina
- 2016-17    Emmanuel Rivera , Mayagüez
- 2018        Aldemar Burgos, Carolina
- 2018-19    Vimael Machín, Caguas
- 2019-20    José Sermo, Manatí
- 2020-21    José Miranda, Caguas
- 2021-22 Brett Rodríguez, Mayagüez

## Líderes

### Bateo
- 1938-39	Perucho Cepeda, Guayama .465
- 1939-40	Perucho Cepeda, Guayama .383
- 1940-41	Roy Partlow, San Juan .443
- 1941-42	Josh Gibson, Santurce .480
- 1942-43	Pancho Coimbre, Ponce .342
- 1943-44	Juan E. “Tetelo” Vargas,  Santurce .410
- 1944-45	Pancho Coimbre, Ponce .425
- 1945-46	Fernando Díaz Pedroso, Ponce .368
- 1946-47	Willard Brown, Santurce .390
- 1947-48	Willard Brown, Santurce .432
- 1948-49	Luke Easter, Mayagüez .402
- 1949-50	Willard Brown, Santurce .353
- 1950-51	George Crowe, Caguas .375
- 1951-52	Bob Boyd, Ponce .374
- 1952-53	George Freese, Mayagüez .330
- 1953-54	Luis Márquez, Mayagüez .333
- 1954-55	Willie Mays, Santurce  .395
- 1955-56	Vic Power, Caguas .358
- 1956-57	Roberto Clemente, Santurce/Caguas .396
- 1957-58	Bill Harrell , Santurce .317
- 1958-59	Orlando Cepeda, Santurce .362
- 1959-60	Vic Power, Caguas .347
- 1960-61	Elmo Plaskett, Ponce .328
- 1961-62	Mike de la Hoz, San Juan .354
- 1962-63	Joe Gaines, San Juan .352
- 1963-64	Tony Oliva, Arecibo .365
- 1964-65	Lou Johnson, Santurce .345
- 1965-66	Jim Northrup, Mayagüez .353
- 1966-67	Tony Pérez, Santurce .333
- 1967-68	Tony Taylor, San Juan .342
- 1968-69	Félix Mllán, Caguas .317
- 1969-70	Félix Millán, Caguas .345
- 1970-71	Sandy Alomar Sr., Ponce .343
- 1971-72	Don Baylor, Santurce .324
- 1972-73	Rich Coggins, Arecibo .352
- 1973-74	George Hendrick, Santurce .363
- 1974-75	Ken Griffey, Bayamon .357
- 1975-76	Dan Driessen, Bayamon .331
- 1976-77	Sixto Lezcano, Caguas .366
- 1977-78	Ron LeFlore, Mayagüez .396
- 1978-79	José Cruz Sr.,  Caguas.370
- 1979-80	Denny Walling, Bayamon .330
- 1980-81	Dickie Thon, Bayamon .329
- 1981-82	Dickie Thon, Bayamon .333
- 1982-83	Brian Harper, Bayamon .378
- 1983-84	Don Mattingly, Caguas .368
- 1984-85	Orlando Sánchez, Santurce .333
- 1985-86	Wally Joyner, Mayagüez .356
- 1986-87	Víctor M. Rodríguez, Ponce .377
- 1987-88	Randy Milligan, Ponce .347
- 1988-89	Lonnie Smith, San Juan .366
- 1989-90	Edgar Martínez, San Juan .424
- 1990-91	Héctor Villanueva, San Juan .347
- 1991-92	Alonzo Powell, Arecibo .339
- 1992-93	Wil Cordero, Mayagüez .304
- 1993-94	Kevin Báez, Arecibo .348
- 1994-95	Rey Sánchez, San Juan .390
- 1995-96	Roberto Alomar, San Juan .358
- 1996-97	Roberto Alomar, San Juan  .347
- 1997-98	Omar García, Arecibo .375
- 1998-99	José Vidro, Ponce .417
- 1999-00	Raúl Casanova, Ponce .331
- 2000-01	Víctor Rodríguez, Carolina .364
- 2001-02	Ramón Vázquez, Caguas .361
- 2002-03	Gabby Martínez, Ponce .375
- 2003-04	Luis D. Figueroa, Carolina .422
- 2004-05	Jesús Feliciano, Santurce .402
- 2005-06	Luis Figueroa, Mayagüez .416
- 2006-07	Mickey Negrón,  Caguas .381
- 2007-08 TORNEO SUSPENDIDO
- 2008-09	Andy González, Ponce .387
- 2009-10	Armando Ríos, Carolina .367
- 2010-11	Luis Figueroa, Caguas .361
- 2011-12	Jorge Padilla,  Caguas.391
- 2012-13        Iván De Jesús Jr., Manatí .364
- 2013-14        Michael Taylor,  Mayagüez .365
- 2014-15        Osvaldo Martínez,  Carolina .358
- 2015-16        Reymond Fuentes,  Santurce .326
- 2016-17        Daniel Ortiz, Mayagüez .340
- 2018           Aldemar Burgos, Carolina .403*
- 2018-19        Kennys Vargas, Mayagüez .376
- 2019-20        Iván De Jesús Jr., Santurce .330
- 2020-21        Jonathan Morales, Caguas .394

### Jonrones
- 1938-39	 Ed Stone, Humacao & Jimmy Starks, Mayagüez	 8 (empatados)
- 1939-40	 Josh Gibson 	Santurce	  6
- 1940-41	 Roy Campanella, Caguas & Buck Leonard, Mayagüez	8 (empatados)
- 1941-42	 Josh Gibson,	Santurce	13
- 1942-43	 Luis Olmo, 	Caguas	  4
- 1943-44	 Juan Guilbe, Ponce & Juan “Chico” Sánchez, Mayagüez	2 (empatados)
- 1944-45	 Tomás “Planchardón” Quiñones, Ponce, Fernando Ramos, Ponce, &  Luis Olmo, San Juan 	3 (empatados)
- 1945-46	 Fernando Díaz Pedroso, Ponce, Sam Bankhead, Ponce & Monte Irvin, San Juan	3 (empatados)
- 1946-47	 Luis Márquez, 	Aguadilla	14
- 1947-48	 Willard Brown, 	Santurce	27
- 1948-49	 Willard Brown, Santurce, & Bob Thurman, Santurce 18 (empatados)
- 1949-50	 Willard Brown, 	Santurce	16
- 1950-51	 Buster Clarkson, 	Santurce	18
- 1951-52	 George Crowe, Caguas/San Juan, Vic Power, Caguas, Johnny Davis, Santurce & Al Smith, Ponce 9 (empatados)
- 1952-53	 Ed Stevens, Mayagüez & John Blatnik, Ponce 	8 (empatados)
- 1953-54	 Hank Aaron, Caguas & Jim Rivera, Caguas 9 (empatados)
- 1954-55	 Bob Cerv, 	San Juan	19
- 1955-56	 Luke Easter, 	SJ-Ponce	17
- 1956-57	 Wes Covington,	Caguas	15
- 1957-58	 Orlando Cepeda, Santurce & Vic Power, Caguas 13 (empatados)
- 1958-59	 Johnny Powers, 	Caguas	17
- 1959-60	 Al Nagel,  Santurce & Jim McDaniels, Ponce	10 (tie)
- 1960-61	 Elmo Plaskett, 	Ponce	15
- 1961-62	 Orlando Cepeda, 	Santurce	19
- 1962-63	 John Herrstein, 	Arecibo	14
- 1963-64	 José Cardenal,  	Caguas	16
- 1964-65	 Fred Hopke, 	Mayagüez	12
- 1965-66	 Dick Simpson, 	Ponce	10
- 1966-67	 Dick Simpson, 	Ponce	12
- 1967-68	 Degold Francis, 	Arecibo	14
- 1968-69	 George Scott, 	Santurce	13
- 1969-70	 Nate Colbert, 	Caguas	16
- 1970-71	 Reggie Jackson, 	Santurce	20
- 1971-72	 Willie Montañez, 	Caguas	15
- 1972-73	 Richie Zisk, 	San Juan	14
- 1973-74	 Benny Ayala, Arecibo & Jerry Morales, Caguas	14 (empatados)
- 1974-75	 Danny Walton,	Arecibo	14
- 1975-76	 Benny Ayala, 	Arecibo	14
- 1976-77	 Roger Freed, 	Ponce	16
- 1977-78	 Roger Freed, Ponce & Otto Vélez, Ponce 17 (empatados)
- 1978-79	 Jim Dwyer, 	Mayagüez	15
- 1979-80	 Dave Revering, Arecibo & Ismael Oquendo, Santurce 9 (empatados)
- 1980-81	 Héctor Cruz, 	Caguas	11
- 1981-82	 José Cruz Sr., 	Caguas	12
- 1982-83	 Carmelo Martínez, 	Bayamón	17
- 1983-84	 Jerry Willard, 	Santurce	18
- 1984-85	 Jerry Willard, 	Santurce	  9
- 1985-86	 Wally Joyner, 	Mayagüez	14
- 1986-87	 Iván Calderón, 	Ponce	10
- 1987-88	 Iván Calderón, 	Ponce	8
- 1988-89	 Ricky Jordan, 	Mayagüez	14
- 1989-90	 Greg Vaughn, 	Ponce	10
- 1990-91	 Héctor Villanueva, 	San Juan	12
- 1991-92	 Mike Simms, 	Ponce	  9
- 1992-93	 Juan González, 	Santurce	  7
- 1993-94	 Phil Hiatt, 	Arecibo	10
- 1994-95	 Carlos Delgado, 	San Juan	12
- 1995-96	 Héctor Villanueva, 	Santurce	  8
- 1996-97	 Héctor Villanueva, 	Santurce/Caguas	11
- 1997-98	 José Hernández, 	Mayagüez	20
- 1998-99	 Ferdinand Rodríguez,	Mayagüez	11
- 1999-00	 Lou Lucca, 	Bayamón	10
- 2000-01	 Alex Cora, 	Caguas	10
- 2001-02	 Miguel Correa, 	Ponce	13
- 2002-03	 José Valentín, 	Mayagüez	  9
- 2003-04	 Oreste Marrero,	San Juan	14
- 2004-05	 Randy Ruiz,	Mayagüez 	9
- 2005-06	 John Lin Pachot,	Manatì	9
- 2006-07	 Randy Ruiz, Mayagüez & Reggie Taylor, Mayagüez	7 (empatados)
- 2007-08 TORNEO SUSPENDIDO
- 2008-09	 Jorge Padilla,	Arecibo	10
- 2009-10	 Michel Abreu,	Arecibo	12
- 2010-11	 Pedro Valdés,	Carolina 4 & Jeffrey Domínguez, San Juan/Carolina 4 & Jerad Lee Head, Carolina 4 (empatados)
- 2011-12	 John Rodríguez,	Ponce	7
- 2012-13         Johnny Monell JR., Caguas 7 & Carlos Rivera, Caguas 7 (empatados)
- 2013-14         Jonathan Singleton,  Santurce 9
- 2014-15         Anthony García,  Carolina 10
- 2015-16         Kennys Vargas,  Mayagüez 7
- 2016-17         Juan Silva, Santurce 5
- 2018            Kennys Vargas, Mayagüez 4 & David Vidal, Caguas 4 (empatados)*
- 2018-19         Kennys Vargas,  Mayagüez 6
- 2019-20         Kennys Vargas, Mayagüez 5 & José Sermo, Manatì 5 (empatados)
- 2020-21         José Sermo, Manatì 5

### Carreras empujadas
- 1938-39	Perucho Cepeda,	Guayama	48
- 1939-40	Perucho Cepeda,   	Guayama	58
- 1940-41	Perucho Cepeda, 	Guayama	47
- 1941-42	Quincy Trouppe, 	Guayama	57
- 1942-43	Juan “Chico” Sánchez, 	Mayagüez	29
- 1943-44	Pancho Coimbre, 	Ponce	27
- 1944-45	Juan “Chico” Sánchez, 	Santurce	30
- 1945-46	Luis Olmo, 	San Juan	32
- 1946-47	Juan “Chico” Sánchez, Aguadilla & Willard Brown, Santurce	50 (empatados)
- 1947-48	Willard Brown,  	Santurce	86
- 1948-49	Wilmer Fields, 	Mayagüez	88
- 1949-50	Willard Brown,  	Santurce	97
- 1950-51	Willard Brown,  	Santurce	76
- 1951-52	George Crowe, 	San Juan	70
- 1952-53	Cot Deal, 	San Juan	49
- 1953-54	George Freese, 	Mayagüez	47
- 1954-55	Buster Clarkson,  Santurce	61
- 1955-56	Wes Covington, 	Caguas	51
- 1956-57	George Freese, 	San Juan	54
- 1957-58	Orlando Cepeda,	Santurce	45
- 1958-59	Leon Wagner, 	Ponce	48
- 1959-60	Ramón L. "Wito" Conde, 	Mayagüez	58
- 1960-61	Elmo Plaskett, 	Ponce	45
- 1961-62	Orlando Cepeda, Santurce & Tommie Aaron, Arecibo	53 (empatados)
- 1962-63	Elmo Plaskett, 	Ponce	59
- 1963-64	Bob Chance, 	Ponce	53
- 1964-65	Alex Johnson, 	Caguas	47
- 1965-66	Dick Simpson, Ponce & Mickey Stanley, Mayagüez	42 (empatados)
- 1966-67	Tony Pérez, 	Santurce	63
- 1967-68	Lee May, 	San Juan	59
- 1968-69	George Scott, 	Santurce	46
- 1969-70	Bernie Carbo, 	Ponce	48
- 1970-71	Bob Oliver, 	Caguas	52
- 1971-72	Richie Zisk, 	San Juan	39
- 1972-73	Richie Zisk, 	San Juan	46
- 1973-74	Benny Ayala, Arecibo & Jay Johnstone, Caguas	46 (empatados)
- 1974-75	Jay Johnstone, 	Caguas	46
- 1975-76	Héctor Cruz, 	Mayagüez	46
- 1976-77	Roger Freed 	Ponce	48
- 1977-78	Kurt Bevacqua 	Mayagüez	64
- 1978-79	Jim Dwyer  	Mayagüez	53
- 1979-80	Jesús Vega,  	Arecibo	42
- 1980-81	Rusty Torres, 	Mayagüez	41
- 1981-82	Cal Ripken Jr., 	Caguas	50
- 1982-83	Brian Harper, 	Bayamón	53
- 1983-84	Jerry Willard, 	Santurce	48
- 1984-85	William “Skeeter” Barnes, 	San Juan	40
- 1985-86	Wally Joyner, 	Mayagüez	48
- 1986-87	Tracy Woodson, 	Santurce	41
- 1987-88	Francisco Meléndez, 	Arecibo	33
- 1988-89	Ricky Jordan, Mayagüez & Lonnie Smith, San Juan	42 (empatados)
- 1989-90	Carlos Baerga, San Juan & Luis Aguayo, 	Ponce	35 (empatados)
- 1990-91	Héctor Villanueva, 	San Juan	44
- 1991-92	Wil Cordero, Mayagüez & Mike Simms, Ponce 32 (empatados)
- 1992-93	José Olmeda, 	Mayagüez	22
- 1993-94	Phil Hiatt, 	Arecibo	29
- 1994-95	Carlos Delgado, 	San Juan	47
- 1995-96	Héctor Villanueva, Santurce & Ozzie Timmons, Caguas 30 (empatados)
- 1996-97	Héctor Villanueva, Santurce/Caguas & José Cruz Jr., Santurce 35 (empatados)
- 1997-98	Rubén Sierra, 	Santurce	52
- 1998-99	Ferdinand Rodríguez, 	Mayagüez	37
- 1999-00	Lou Lucca, 	Bayamón	37
- 2000-01	Yamil Benítez, 	Carolina	35
- 2001-02	Omar García,	Bayamón	36
- 2002-03	Carlos Rivera,	Ponce	36
- 2003-04	Alexis Ríos,	Caguas	37
- 2004-05	Raúl Casanova, Ponce & Luis López, Ponce 24 (empatados)
- 2005-06	Javier Valentín,	Manatí	30
- 2006-07	Raúl Casanova,	Caguas	31
- 2007-08	TORNEO SUSPENDIDO
- 2008-09	Jorge Padilla, 	Arecibo	44
- 2009-10	Michel Abreu,	Arecibo	42
- 2010-11	Pedro Valdés,	Carolina	27
- 2011-12	Jorge Padilla,	Caguas	24
- 2012-13        Andy González , Caguas 27
- 2013-14        Anthony García, Carolina 26
- 2014-15        Anthony García, Carolina 34
- 2015-16        Randy Ruiz,  Mayagüez 24
- 2016-17        Juan Silva, Santurce 19
- 2018           Edwin Gómez, Santurce 14 & Anthony García, Carolina 14 (empatados)*
- 2018-19        David Vidal, Caguas 24
- 2019-20        Kennys Vargas,  Mayagüez 25
- 2020-21        Johneshwy Fargas, Caguas 17

### Carreras anotadas
- 1938-39	Juan E. "Tetelo" Vargas, 	Guayama	59
- 1939-40	Juan E. "Tetelo" Vargas, 	Guayama	69
- 1940-41	Buster Clarkson, 	Mayagüez	49
- 1941-42	Pancho Coimbre,	Ponce	46
- 1942-43	Radamés López, 	San Juan	29
- 1943-44	Juan E. "Tetelo" Vargas, 	Santurce	41
- 1944-45	Sam Jethroe, 	San Juan	37
- 1945-46	Juan E. "Tetelo" Vargas, 	Santurce	40
- 1946-47	Luis Márquez, 	Aguadilla	69
- 1947-48	Willard Brown,	Santurce	79
- 1948-49	Luke Easter,	Mayagüez	81
- 1949-50	Bob Thurman, Santurce & Carlos Bernier, Mayagüez	69 (empatados)
- 1950-51	Jim Rivera, 	Caguas	76
- 1951-52	Jim Gilliam, 	Santurce	63
- 1952-53	Jim Gilliam, 	Santurce	55
- 1953-54	Luis Márquez, 	Mayagüez	51
- 1954-55	Roberto Clemente, 	Santurce	65
- 1955-56	Bill White, 	Santurce	54
- 1956-57	Luis Márquez, 	Ponce-Mayz.	56
- 1957-58	Orlando Cepeda,	Santurce	49
- 1958-59	Orlando Cepeda,	Santurce	49
- 1959-60	Ray Baker, 	Mayagüez	47
- 1960-61	Joe Christopher, 	Mayagüez	43
- 1961-62	Joe Gaines, 	San Juan	61
- 1962-63	Chico Ruiz, 	Santurce	48
- 1963-64	Don Buford ,	San Juan	56
- 1964-65	Jim Northrup, 	Mayagüez	45
- 1965-66	Horace Clarke,	Ponce	46
- 1966-67	Paul Blair, Santurce & Dave May, Santurce 46 (empatados)
- 1967-68	Sandy Alomar Sr.,	Ponce	54
- 1968-69	Sandy Alomar Sr.,	Ponce	49
- 1969-70	Sandy Alomar Sr.,	Ponce	48
- 1970-71	Reggie Jackson, 	Santurce	47
- 1971-72	Richie Zisk,	San Juan	39
- 1972-73	Jerry Morales,  Caguas & José Cruz Sr., Ponce	44 (empatados)
- 1973-74	Danny Monzón, 	San Juan	51
- 1974-75	Ken Griffey Sr.,	Bayamón	44
- 1975-76	Ron LeFlore, 	Mayagüez	50
- 1976-77	José Cruz Sr.,	Caguas	51
- 1977-78	Jim Dwyer,	Mayagüez	66
- 1978-79	Jim Dwyer, 	Mayagüez	56
- 1979-80	Jesús Vega, 	Arecibo	43
- 1980-81	Dickie Thon, 	Bayamón	46
- 1981-82	José Cruz Sr., 	Caguas	51
- 1982-83	Carmelo Martínez, 	Bayamón	58
- 1983-84	Jerry Willard,	Santurce	51
- 1984-85	Henry Cotto, 	Caguas	36
- 1985-86	Henry Cotto, 	Caguas	39
- 1986-87	Jerry Browne,  Santurce & Ellis Burks, Caguas 36 (empatados)
- 1987-88	Gary Thurman, 	Arecibo	35
- 1988-89	Lonnie Smith,	San Juan	42
- 1989-90	Henry Cotto, 	Caguas	43
- 1990-91	Bernie Williams, 	Arecibo	38
- 1991-92	Paul Faries, 	Mayagüez	34
- 1992-93	Joey Cora, 	Ponce	23
- 1993-94	John Mabry, 	San Juan	29
- 1994-95	Trent Hubbard, 	San Juan	42
- 1995-96	Doug Glanville,  Mayagüez & José Muñoz, Santurce 33 (empatados)
- 1996-97	Roberto Alomar,  San Juan & James Mouton, Santurce 36 (empatados)
- 1997-98	José Hernández,	Mayagüez	54
- 1998-99	Alex Díaz,	Mayagüez	37
- 1999-00	Felipe Crespo, Caguas & Lou Lucca, Bayamón	32 (empatados)
- 2000-01	Alex Cora, 	Caguas	37
- 2001-02	Alex Cora, 	Caguas	38
- 2002-03	José Valentín,	Mayagüez	33
- 2003-04	Edwin Díaz,	Santurce	40
- 2004-05	Hiram Bocachica,	 Ponce	29
- 2005-06	Rubén Gotay,	 Carolina	30
- 2006-07	Reggie Abercrombie,	Carolina	 30
- 2007-08	        TORNEO SUSPENDIDO
- 2008-09	Jesús Feliciano,	Arecibo	40
- 2009-10	Jorge Padilla,	Arecibo	33
- 2010-11	Dee Gordon, Carolina & Irving Falú, Mayagüez 26 (empatados)
- 2011-12	Jeffrey Domínguez,	Carolina	24
- 2012-13        Irving Falú, Mayagüez 30
- 2013-14        Jesús Feliciano,  Carolina 28
- 2014-15        Osvaldo Martínez,  Carolina 26
- 2015-16        Jesmuel Valentín,  Mayagüez 26
- 2016-17        Jesmuel Valentín,  Mayagüez 20
- 2018           David Vidal, Caguas 14*
- 2018-19       Jay González,  Mayagüez & Jack López, Caguas 22 (empatados)
- 2019-20        Henry Ramos,  Mayagüez 28
- 2020-21        T.J. Rivera,  Mayagüez & Jarren Duran, Caguas 14 (empatados)

### Hits
- 1938-39	Perucho Cepeda, 	Guayama	79
- 1939-40	Perucho Cepeda, 	Guayama	82
- 1940-41	Perucho Cepeda, 	Guayama	75
- 1941-42	Juan “Chico” Sánchez, 	Aguadilla	67
- 1942-43	Leonardo Medina Chapman,	San Juan	49
- 1943-44	Pancho Coimbre,	Ponce	59
- 1944-45	Juan “Chico” Sánchez, 	Santurce	61
- 1945-46	Monte Irvin,	San Juan	57
- 1946-47	Willard Brown,	Santurce	99
- 1947-48	Artie Wilson,  Mayagüez & Bob Thurman, Santurce	102 (empatados)
- 1948-49	Artie Wilson, 	Mayagüez	126
- 1949-50	Willard Brown, 	Santurce	117
- 1950-51	Bob Thurman,	Santurce	112
- 1951-52	Bob Boyd,	Ponce	114
- 1952-53	Luis Márquez, 	San Juan	88
- 1953-54	Luis Márquez, 	Mayagüez	94
- 1954-55	Roberto Clemente,	Santurce	94
- 1955-56	Vic Power, Caguas & Wes Covington, Caguas 87 (empatados)
- 1956-57	José "Ronquito" García, 	Mayagüez	94
- 1957-58	Orlando Cepeda,	Santurce	72
- 1958-59	Elmo Plaskett, 	Ponce	81
- 1959-60	Ramón L. “Wito” Conde, 	Mayagüez	79
- 1960-61	Elmo Plaskett, 	Ponce	67
- 1961-62	J. C. Martin, 	Mayagüez	91
- 1962-63	Cookie Rojas, 	Arecibo	95
- 1963-64	Danny Cater,  Ponce & José A. Pagán, Caguas	(empatados) 82
- 1964-65	Jim Northrup, Mayagüez	89
- 1965-66	Jim Northrup,	 Mayagüez	85
- 1966-67	Tony Pérez,	Santurce	87
- 1967-68	Sandy Alomar Sr., 	Ponce	84
- 1968-69	Sandy Alomar Sr.,	 Ponce	82
- 1969-70	Sandy Alomar Sr.,	 Ponce	88
- 1970-71	Sandy Alomar Sr.,	 Ponce	86
- 1971-72	Enrique Rivera, 	 Ponce	81
- 1972-73	Jerry Morales, 	Caguas	80
- 1973-74	Mickey Rivers, 	Santurce	90
- 1974-75	Ken Griffey Sr.,	Bayamón	84
- 1975-76	José M. Morales, 	Caguas	72
- 1976-77	Orlando Álvarez, 	Bayamón	79
- 1977-78	José M. Morales,  Caguas & Jim Dwyer, Mayagüez 78 (empatados)
- 1978-79	José Cruz Sr.,		78
- 1979-80	Denny Walling, 	Bayamón	70
- 1980-81	Dickie Thon, 	Bayamón	82
- 1981-82	Dickie Thon, 	Bayamón	68
- 1982-83	Brian Harper,	Bayamón	87
- 1983-84	Steve Lubratich, 	Santurce	81
- 1984-85	Milt Thompson,  Ponce & Henry Cotto, Caguas 68  (empatados)
- 1985-86	Wally Joyner,	Mayagüez	67
- 1986-87	Tracy Woodson, 	Santurce	63
- 1987-88	Roberto Alomar, 	Caguas	60
- 1988-89	Doug Dazcenzo, 	San Juan	73
- 1989-90	Albert Hall,  San Juan & Carlos Baerga, San Juan	61 (empatados)
- 1990-91	Rod Brewer, 	Mayagüez	71
- 1991-92	Alonzo Powell,  Arecibo & Eric Fox, Santurce 58 (empatados)
- 1992-93	Joey Cora 	Ponce	46
- 1993-94	John Mabry 	San Juan	51
- 1994-95	Brian Johnson 	Mayagüez	72
- 1995-96	Doug Glanville 	Mayagüez	66
- 1996-97	Doug Glanville,  Mayagüez & José Hernández, Mayagüez 56 (empatados)
- 1997-98	Omar García, 	Arecibo	95
- 1998-99	José Vidro,	Ponce	60
- 1999-00	Darryl Brinkley, 	Ponce	56
- 2000-01	Víctor Rodríguez, Carolina & Yamil Benítez, Caguas 52 (empatados)
- 2001-02	Ramón Vázquez,	Caguas	65
- 2002-03	Brian Roberts, Ponce, Omar García, Bayamón & Luis Figueroa, Mayagüez 57  (tie)
- 2003-04	Olmedo Sáenz, 	Carolina	55
- 2004-05	José Muñoz, Caguas & Jesús Feliciano, Santurce 49 (tie)
- 2005-06	Luis Figueroa,	Mayagüez 	68
- 2006-07	Jesús Feliciano,	Arecibo	58
- 2007-08	TORNEO SUSPENDIDO
- 2008-09	Luis Matos,	Caguas	59
- 2009-10	Jesús Feliciano,	Arecibo	56
- 2010-11	Luis Figueroa,	Caguas	56
- 2011-12	Jorge Padilla,	Caguas	50
- 2012-13        Iván De Jesús Jr., Manatí 52
- 2013-14        Michael Taylor, Mayagüez 50
- 2014-15        Osvaldo Martínez, Carolina 49
- 2015-16        Jesmuel Valentín,  Mayagüez 44
- 2016-17        Daniel Ortiz, Mayagüez 49
- 2018           Aldemar Burgos, Carolina 25*
- 2018-19        Iván De Jesús Jr., Santurce 42
- 2019-20	Emmanuel Rivera, Mayagüez & Henry Ramos, Mayagüez 38 (empatados)
- 2020-21        Johneshwy Fargas, Caguas 22

### Dobles
- 1938-39	Pancho Coimbre,	Ponce	14
- 1939-40	Pedro Díaz,	Caguas	19
- 1940-41	Buck Leonard,	Mayagüez	17
- 1941-42	Monte Irvin,	San Juan	18
- 1942-43	Leonardo Medina Chapman, San Juan & Luis Olmo, Santurce 11 (empatados)
- 1943-44	Félix Guilbe,	Ponce	15
- 1944-45	Félix Delgado,	San Juan	13
- 1945-46	Pancho Coimbre, Ponce, Monte Irvin, San Juan & Freddie Thon, San Juan 12  (empa)
- 1946-47	Luis Márquez,	Aguadilla	27
- 1947-48	Ken Sears,	Aguadilla	21
- 1948-49	Luke Easter,	Mayagüez	27
- 1949-50	Miguel Rivera,	San Juan	23
- 1950-51	Bob Thurman,	Santurce	22
- 1951-52	George Crowe,	Caguas	23
- 1952-53	Don Richmond,	Mayagüez	19
- 1953-54	Stan Palys,	Ponce	19
- 1954-55	Willie Tasby,	Caguas	17
- 1955-56	Rance Pless,	Caguas	17
- 1956-57	Félix Mantilla,	Caguas	26
- 1957-58	Luis Márquez,	Ponce	15
- 1958-59	Orlando Cepeda,	Santurce	15
- 1959-60	Ray Barker,	Mayagüez	20
- 1960-61	Joe Christopher,	Mayagüez	16
- 1961-62	Tony González,	San Juan	20
- 1962-63	Donn Clendenon,	Ponce	20
- 1963-64	Ozzie Virgil Sr. ,	Mayagüez	18
- 1964-65	Willie Horton, Mayagüez & Alex Johnson, Caguas 14 (empatados)
- 1965-66	Jim Northrup,	Mayagüez	22
- 1966-67	Tony Pérez,	Santurce	18
- 1967-68	Johnny Bench, San Juan & Tony Pérez, Santurce 20  (tie)
- 1968-69	Leo Cárdenas, Santurce, Santiago Rosario, Ponce & Ron Woods, Mayagüez	 14  (tie)
- 1969-70	Tony Pérez, Santurce & Dave Campbell,  Mayagüez	17  (empatados)
- 1970-71	Félix Millán,	Caguas	16
- 1971-72	Don Baylor,	Santurce	19
- 1972-73	Jerry Morales, Caguas & Frank Ortenzio, Arecibo	 15  (empatados)
- 1973-74	José Mangual,	Arecibo	16
- 1974-75	José M. Morales, Ponce & Willie Montañez, Caguas 19 (empatados)
- 1975-76	José M. Morales,	Caguas	18
- 1976-77	Art Howe,	Bayamón	22
- 1977-78	José M. Morales, Caguas, Art Howe, Bayamón, Jim Dwyer, Mayagüez, Gary Woods, Santurce, Ron LeFlore, Mayagüez & David Roselló, Ponce	14 (tie)
- 1978-79	Pedro García, Caguas & Efraín Vázquez, Caguas 14 (tie)
- 1979-80	Lynn Jones, Mayagüez & Jerry Morales, Caguas 17 (empatados)
- 1980-81	Rusty Torres,	Mayagüez	16
- 1981-82	Pedro García, Caguas & Rusty Torres, Caguas 18 (empatados)
- 1982-83	Pete O’Brien,	Caguas	17
- 1983-84	Juan J. Beníquez,	Santurce	22
- 1984-85	Terry Pendleton,	Mayagüez	15
- 1985-86	Wally Joyner, Mayagüez & Henry Cotto, Caguas 14 (empatados)
- 1986-87	Tracy Woodson,	Santurce	15
- 1987-88	Doug Jennings,	San Juan	15
- 1988-89	Doug Dascenzo,	San Juan	13
- 1989-90	Terry McGriff,	Santurce	15
- 1990-91	Víctor Rodríguez,	Arecibo	17
- 1991-92	Rod Brewer,	Mayagüez	14
- 1992-93	Adalberto Ortiz,	Santurce	10
- 1993-94	Héctor Villanueva,	Santurce	10
- 1994-95	Brian Johnson,	Mayagüez	17
- 1995-96	Roberto Alomar, San Juan & Miguel Correa, Ponce 14 (empatados)
- 1996-97	Yamil Benítez,	Caguas	16
- 1997-98	Luis I. Cruz,	Ponce	24
- 1998-99	Alex Díaz,	Mayagüez	20
- 1999-00	Alex Díaz, Mayagüez & Lou Lucca, Bayamón 15 (empatados)
- 2000-01	Yamil Benítez,	Carolina	15
- 2001-02	Alex Cora,	Caguas	15
- 2002-03	Omar García, 	Bayamón	15
- 2003-04	Olmedo Sáenz,	Carolina	17
- 2004-05	José Muñoz,	Caguas	13
- 2005-06	Luis Figueroa,	Mayagüez	14
- 2006-07	José León,	Arecibo	14
- 2007-08	 TORNEO SUSPENDIDO
- 2008-09	José León, Arecibo & Raúl Casanova, Caguas 13 (empatados)
- 2009-10	Donny León,	Mayagüez	15
- 2010-11	Wilberto Ortiz,	Caguas	13
- 2011-12	Jorge Padilla,	Caguas	11
- 2012-13        Enrique Hernández,  Carolina 12
- 2013-14        Jordan Lennerton,  Ponce 13
- 2014-15        Daniel Ortiz,  Mayagüez 13
- 2015-16        David Vidal,  Caguas 11
- 2016-17        Jonathan Rodríguez, Mayagüez 13
- 2018           Edwin Gómez, Santurce 6*
- 2018-19        Jan Hernández, Santurce 11
- 2019-20	Kennys Vargas, Mayagüez & Henry Ramos, Mayagüez 9 (empatados)
- 2020-21        Alex Liddi, Manatí 7

### Triples
- 1938-39	Juan E. "Tetelo" Vargas,	Guayama	9
- 1939-40	Perucho Cepeda, Guayama & Ed Stone, Humacao 8 (empatados)
- 1940-41	Luis Olmo,	Caguas	10
- 1941-42	Quincy Trouppe,	Guayama	10
- 1942-43	Pedro Millán Clara, Mayagüez & Félix Delgado, San Juan	5 (empatados)
- 1943-44	Félix Delgado, San Juan & Leonardo Medina Chapman, San Juan	 5  (empatados)
- 1944-45	Sam Jethroe,	San Juan	7
- 1945-46	Luis Márquez, 	Mayagüez	10
- 1946-47	Juan E. "Tetelo" Vargas, Caguas & Howard Easterling, Ponce	 8 (empatados)
- 1947-48	Bob Thurman,	Santurce	9
- 1948-49	Luke Easter,	Mayagüez	9
- 1949-50	Luis Márquez,	Aguadilla	10
- 1950-51	Saturnino "Nino" Escalera, San Juan	10
- 1951-52	Bob Thurman,	Santurce	8
- 1952-53	Carlos Bernier, Mayagüez, Don Richmond, Mayagüez & Saturnino "Nino" Escalera,, San Juan 8 (empatados)
- 1953-54	Félix Mantilla,	Caguas	9
- 1954-55	Willie Mays,	Santurce	7
- 1955-56	Danny Kravitz,	San Juan	7
- 1956-57	Robert Speake,	Ponce	8
- 1957-58	Bob Thurman,	Santurce	8
- 1958-59	Elmo Plaskett, Ponce & Willie Kirkland, Santurce 6 (empatados)
- 1959-60	Saturnino "Nino" Escalera,	San Juan	7
- 1960-61	Donn Clendenon, Ponce, Tony Alomar, San Juan & Ozzie Virgil Sr., Mayagüez	3  (empatados)
- 1961-62	Martín Beltrán,	Santurce	9
- 1962-63	Mike de la Hoz,	San Juan	9
- 1963-64	Tony Oliva,	Arecibo	9
- 1964-65	Carlos Bernier,	Arecibo	8
- 1965-66	Horace Clarke,	Ponce	6
- 1966-67	Tony Pérez, Santurce & Roger Repoz, Ponce, 4  (empatados)
- 1967-68	Roger Repoz, Ponce & Johnny Briggs, Caguas	7 (empatados)
- 1968-69	Willie Montañez, Caguas & Jackie Hernández, Ponce 4  (empatados)
- 1969-70	Thurman Munson, San Juan & Danny Thompson, Mayagüez	3  (empatados)
- 1970-71	Ángel Mangual,	Arecibo	7
- 1971-72	Rennie Stennet,	San Juan	4
- 1972-73	José Mangual, Arecibo, José Ortiz, Ponce & Rich Coggins, Arecibo 5  (tie)
- 1973-74	José Cruz Sr.,	Ponce	6
- 1974-75	Art Howe,	Bayamón	6
- 1975-76	Ron LeFlore,	Mayagüez	6
- 1976-77	Iván de Jesús,	Arecibo	6
- 1977-78	Dell Alston,	Santurce	6
- 1978-79	Gil Flores,	Ponce	8
- 1979-80	Tony Bernazard,	Caguas	6
- 1980-81	Rickey Henderson, Ponce & Germán Rivera, Ponce 4 (tie)
- 1981-82	John Shelby, Caguas, Dickie Thon, Bayamón, Iván de Jesús, Santurce & Chili Davis, Ponce 3   (empatados)
- 1982-83	Luis Aguayo, Bayamón, Brian Harper, Bayamón, & Mell Hall, Ponce 4 (empatados)
- 1983-84	Iván Calderón, Caguas, Tom Lawless, Ponce & John Shelby, Santurce 5  (empatados)
- 1984-85	José Cruz Sr.,	Ponce	4
- 1985-86	Devon White,	Santurce	7
- 1986-87	Ellis Burks,	Caguas	6
- 1987-88	Shane Mack,	Ponce	4
- 1988-89	Joey Cora, Ponce & Dwight Smith, Santurce	4  (tie)
- 1989-90	Ray Lankford, 	Mayagüez	8
- 1990-91	Bernie Williams, Arecibo & Barry Jones, San Juan 5 (tie)
- 1991-92	Wil Cordero,	 Mayagüez	5
- 1992-93	Joey Cora,	 Ponce	4
- 1993-94	Lee Tinsley,	San Juan	5
- 1994-95	Ray Durham,	Arecibo	5
- 1995-96	Miguel Correa,	Ponce	5
- 1996-97	Russ Johnson, Santurce, Ricky Ledeé, San Juan, Doug Glanville, Mayagüez, José Hernández, Mayagüez & Malvin de Jesús	, Ponce 3 (empatados)
- 1997-98	Ricky Otero,	Arecibo	4
- 1998-99	Chris Latham,	San Juan	4
- 1999-00	Miguel Correa,	Ponce	4
- 2000-01	Alex Cora, Caguas, César Crespo, Carolina, Peter Bergeron, Mayagüez & Gabby Martínez, Ponce	 3   (empatados)
- 2001-02	Scott Podsednik,	Bayamón	5
- 2002-03	Willie Harris,	Mayagüez	5
- 2003-04	Donzell McDonald,	San Juan	5
- 2004-05	Andrés Torres,	Mayagüez	7
- 2005-06	Danny González,	Caguas	4
- 2006-07	Reggie Abercombrie,	Carolina	4
- 2007-08	TORNEO SUSPENDIDO
- 2008-09	Mike Avilés, Santurce & Andrés Torres, 	Mayagüez 5  (empatados)
- 2009-10	Miguel Abreu,	Ponce	5
- 2010-11	Dee Gordon,	Carolina	6
- 2011-12	Ivan de Jesús Jr., Ponce & Irvin Falú,  Mayagüez 4 (empatados)
- 2012-13        Irvin Falú,  Mayagüez 4 & Fehlandt Lentini, Santurce 4 (empatados)
- 2013-14        Reymond Fuentes, Ponce 3
- 2014-15        Masayoshi Tsukada, Carolina 4
- 2015-16        Reymond Fuentes,  Santurce 3
- 2016-17        Reymond Fuentes, Aguadilla 3
- 2018           Aldemar Burgos, Carolina & Christian Colón, Caguas & Edwin Gómez, Santurce & Jesmuel Valentín, Mayagüez & Jan Vázquez, Caguas 1 (empatados)*
- 2018-19        Jack López,  Caguas 4
- 2019-20         Vimael Machin, Caguas & Reymond Fuentes, Santurce & Daz Cameron, Santurce & Chris Sharpe, Carolina 3 (empatados)
- 2020-21        Danny Mars, Manatí & Noel Cuevas, Caguas & Xavier Fernández, Mayagüez & Kevin Santa, Caguas & Reymond Fuentes, Caguas & Edwin Arroyo, Manatí & Goab González, RA12 & Kenen Irrizary, RA12 & Jan Mercado, RA12 & Joshua Rivera, RA12 & Jadiel Sánchez, RA12 & Xavier Valentín, RA12  1 (empatados)

### Bases Robadas
- 1938-39	Dick Seay, 	Humacao	33
- 1939-40	Juan E. “Tetelo” Vargas, 	Guayama	23
- 1940-41	Juan E. “Tetelo” Vargas, 	Guayama	21
- 1941-42	Buster Clarkson, 	Mayagüez	18
- 1942-43	Juan “Chico” Sánchez, 	Mayagüez	11
- 1943-44	Pancho Coimbre, 	Ponce	20
- 1944-45	Alfonso Gerald, 	Santurce	12
- 1945-46	Sam Bankhead, 	Ponce	12
- 1946-47	Fernando Díaz Pedroso, Ponce & Efigenio Ferrer, Santurce 19 (empatados)
- 1947-48	Luis Márquez, 	Aguadilla	20
- 1948-49	Luis Márquez, 	Aguadilla	29
- 1949-50	Carlos Bernier, 	Mayagüez	41
- 1950-51	Carlos Bernier, 	Mayagüez	28
- 1951-52	Carlos Bernier, 	Mayagüez	29
- 1952-53	Carlos Bernier, 	Mayagüez	26
- 1953-54	Luis Márquez, 	Mayagüez	32
- 1954-55	Jim Rivera, 	Caguas	14
- 1955-56	Carlos Bernier, 	Mayaguez/Ponce	18
- 1956-57	Saturnino “Nino” Escalera, 	San Juan	15
- 1957-58	Maury Wills, 	Mayagüez	25
- 1958-59	Joe Cristopher, 	Mayagüez	17
- 1959-60	Félix Mantilla, 	Caguas	23
- 1960-61	Joe Christopher, 	Mayagüez	11
- 1961-62	Joe Gaines, 	San Juan	15
- 1962-63	Joe Christopher, 	Mayagüez	20
- 1963-64	Joe Christopher, 	Mayagüez	16
- 1964-65	Sandy Alomar Sr., 	Arecibo	26
- 1965-66	Sandy Alomar Sr., 	Arecibo	14
- 1966-67	Jimmy Rosario, 	Arecibo	17
- 1967-68	Ed Stroud, 	San Juan/Mayaguez	14
- 1968-69	Sandy Alomar Sr., 	Ponce	26
- 1969-70	Sandy Alomar Sr., 	Ponce	14
- 1970-71	Fred Patek, 	San Juan	14
- 1971-72	Santos Alomar Sr., 	Ponce	10
- 1972-73	José Mangual, 	Arecibo	17
- 1973-74	Larry Lintz, 	Ponce	25
- 1974-75	Ken Griffey Sr.,	Bayamón	15
- 1975-76	Sandy Alomar Sr.,  Santurce & Ellis Valentine, Ponce 14 (empatados)
- 1976-77	Tony Scott, 	Caguas	25
- 1977-78	Ron LeFlore, 	Mayagüez	34
- 1978-79	José Cruz Sr., 	Caguas	21
- 1979-80	Mookie Wilson, 	Arecibo	28
- 1980-81	Rickey Henderson 	Ponce	44
- 1981-82	Jesús Vega, 	Cagu, as	22
- 1982-83	Allan Wiggins, 	Ponce	23
- 1983-84	Henry Cotto, 	Caguas	24
- 1984-85	Vince Coleman, 	Mayagüez	30
- 1985-86	William “Skeeter” Barnes, 	San Juan	23
- 1986-87	Joey Cora, 	Ponce	29
- 1987-88	John Cangelosi, 	Mayagüez	19
- 1988-89	Lonnie Smith, 	San Juan	28
- 1989-90	Albert Hall, 	Santurce	22
- 1990-91	Alex Díaz, Mayagüez & Pedro Muñoz, Mayagüez 17 (empatados)
- 1991-92	Paul Faries, 	Mayagüez	20
- 1992-93	Gerald Williams, 	Santurce	14
- 1993-94	José Muñoz, 	Arecibo	14
- 1994-95	Ray Durham, 	Arecibo	18
- 1995-96	Ricky Otero, 	Arecibo	17
- 1996-97	James Mouton, 	Santurce	20
- 1997-98	José Hernández, 	Mayagüez	11
- 1998-99	Alex Diaz, 	Mayagüez	21
- 1999-00	Luis Matos, 	Caguas	14
- 2000-01	Hiram Bocachica, 	Caguas	13
- 2001-02	Luis Figueroa, 	Mayagüez	11
- 2002-03	Gabby Martínez, Ponce & Brian Roberts, Ponce 12 (empatados)
- 2003-04	Donzell McDonald,	San Juan	13
- 2004-05	Andrés Torres,	Mayagüez	7
- 2005-06	Rubén Gotay,	Carolina	12
- 2006-07	Luis Matos,	Caguas	16
- 2007-08	  TORNEO SUSPENDIDO
- 2008-09	Reggie Abercombrie,	Ponce	15
- 2009-10	Brad Coon,	Carolina	8
- 2010-11	Danny Espinosa,	Ponce	9
- 2011-12	Reymond Fuentes,	Carolina	8
- 2012-13        Christian Colón,	Ponce	13
- 2013-14        Billy Hamilton,  Santurce 11
- 2014-15	John Andreoli, San Juan & Delino DeShields, Santurce 9 (empatados)
- 2015-16         Rubén Sosa,  Santurce 16
- 2016-17        Andrew Velázquez, Caguas 14
- 2018           Jeffrey Domínguez, Carolina 7*
- 2018-19	Reymond Fuentes,   Santurce 9
- 2019-20        Johneswhy Fargas,  Carolina 8
- 2020-21        Johneswhy Fargas,  Caguas 7

### Victorias
- 1938-39	Rafael Ortiz, Guayama & Carmelo Fernández, Humacao 11 (empatados)
- 1939-40	Satchel Paige, 	Guayama	19
- 1940-41	Bill Byrd, 	Caguas	15
- 1941-42	Barney Brown, 	Guayama	16
- 1942-43	Cefo Conde, 	Mayagüez	10
- 1943-44	Rafael Ortiz, 	Ponce	15
- 1944-45	Tomás “Planchardón” Quiñones, 	Ponce	16
- 1945-46	Tomás “Planchardón” Quiñones, 	Ponce	10
- 1946-47	Barney Brown, 	San Juan	16
- 1947-48	John Ford Smith, 	Santurce	13
- 1948-49	Red Lynn,  Ponce & John Ford Smith, Santurce 13 (empatados)
- 1949-50	Rubén Gómez, 	Santurce	14
- 1950-51	Mike Clark, 	Caguas	14
- 1951-52	Rubén Gómez, Santurce, Bert Thiel, Caguas & Charles Gorin, San Juan/Mayaguez 14 (empatados)
- 1952-53	Bobo Holloman, 	Santurce	15
- 1953-54	Jack Harshman, 	San Juan	15
- 1954-55	Sam Jones, 	Santurce	14
- 1955-56	Steve Ridzix, 	Santurce	14
- 1956-57	Bob Smith, Mayagüez, Corky Valentine, Caguas & Marion Fricano, Santurce	12 (tie)
- 1957-58	Juan Pizarro, 	Caguas	14
- 1958-59	Rubén Gómez, 	Santurce	12
- 1959-60	Earl Wilson, 	Caguas	15
- 1960-61	Phil Regan, 	Mayagüez	11
- 1961-62	Joel Horlen, 	Mayagüez	13
- 1962-63	Bob Dustal, 	Mayagüez	11
- 1963-64	Juan Pizarro,  Santurce & Fred Talbot, Caguas 10 (empatados)
- 1964-65	Mike Cuellar,  Arecibo & Denny McLain, Mayagüez 12 (empatados)
- 1965-66	John Boozer, 	Ponce	15
- 1966-67	Juan Pizarro,  Santurce & Nelson Briles, Ponce 12 (empatados)
- 1967-68	Darell Osteen, 	Santurce	12
- 1968-69	Bill Kelso, 	Ponce	10
- 1969-70	Wayne Simpson, 	Ponce	11
- 1970-71	Mike Wegener, 	Caguas	9
- 1971-72	Roger Moret, 	Santurce	14
- 1972-73	Juan Pizarro,  Santurce & Lynn McGlothen, Arecibo 10 (empatados)
- 1973-74	Ed Figueroa,  Caguas, Tom Walker,  San Juan & Ernie McCannally, Ponce 10 (empatados)
- 1974-75	Ed Figueroa, 	Caguas	10
- 1975-76	Odell Jones, 	Bayamón	11
- 1976-77	Eduardo Rodríguez, 	Caguas	9
- 1977-78	Dennis Lamp, 	Arecibo	9
- 1978-79	Steve McCatty,  Ponce & Sheldon Burnside, Mayagüez 8 (empatados)
- 1979-80	Dennis Kinney, Ponce & Fred Howard, Caguas 9 (empatados)
- 1980-81	Gregg Harris,  Arecibo, Billy Smith, Bayamón & Dave Smith, Bayamón 8 (tie)
- 1981-82	Ed Nuñez, 	Ponce	9
- 1982-83	Gregg Harris,  Ponce & Ken Dayley, Santurce 9 (empatados)
- 1983-84	Rick Mahler, 	Santurce	10
- 1984-85	Francisco J. Oliveras, 	Caguas	8
- 1985-86	José Guzmán,  Mayagüez & Randy Bockus, Caguas	7 (empatados)
- 1986-87	Randy Bockus,  Caguas, Dave Cone,  Arecibo, Charles Corbell, San Juan, Kevin Hagen, Ponce, Dave Leiper, Arecibo 6 (empatados)
- 1987-88	Mike Pérez,  Santurce, Bill Krueger,  Santurce, Todd Frowirth,  Arecibo, Tim Birstas,  Ponce & Luis de León, Mayagüez 6 (empatados)
- 1988-89	Aristalco Tirado, 	Arecibo	9
- 1989-90	Ricky Bones, 	Ponce	8
- 1990-91	Kip Gross, San Juan & Jamie Navarro, Santurce 7 (empatados)
- 1991-92	Luis de León, Mayagüez & Turk Wendell, Santurce 7 (empatados)
- 1992-93	José Lebrón, 	Santurce	7
- 1993-94	Rafael Montalvo, 	San Juan	7
- 1994-95	Doug Brocail,  Mayagüez & Eric Gunderson, Ponce 7 (empatados)
- 1995-96	Ángel Miranda, Arecibo, Julio Varela, Mayagüez & Bronswell Patrick, Santurce 6 (empatados)
- 1996-97	Rafael Montalvo, 	San Juan	7
- 1997-98	Luis de León,  Mayagüez, Bart Evans, San Juan, Steve Falteisek, Santurce, Jay Witasick, Caguas & Ricky Bones, San Juan 6 (empatados)
- 1998-99	Pat Flury, 	Arecibo	6
- 1999-00	Chuck Smith,  Bayamón & Frankie Rodríguez, Caguas 6  (tie)
- 2000-01	J. D. Arteaga,  Caguas & Jeremy Powell, Mayagüez 7 (empatados)
- 2001-02	José Rodríguez, Bayamón & J. C. Romero, Santurce 6 (empatados)
- 2002-03	Jeff Wilson, 	Caguas	8
- 2003-04	Pedro Feliciano, Ponce, Omar Olivares, Caguas, Bobby Jenks, San Juan 5 (tie)
- 2004-05	Saúl Rivera, Caguas, Josue Matos, Carolina, Bill Pulsipher, Mayagüez, Jonathan Albaladejo, Mayagüez & Evan Thomas, Santurce 5 (empatados)
- 2005-06	Giancarlo Alvarado, Ponce, Eric Cyr, Arecibo, Orlando Román, Caguas, William Collazo, Carolina & Bryan Edwards, Ponce 6 (empatados)
- 2006-07	Jonathan Albaladejo,	Mayagüez	6
- 2007-08	 TORNEO SUSPENDIDO
- 2008-09	Josue Matos, Carolina & Juan Padilla, Ponce 5 (empatados)
- 2009-10	Levale Speigner, 	Arecibo	7
- 2010-11	Sho Iwasaki,	Caguas	8
- 2011-12	Juan Padilla,	Ponce	6
- 2012-13        Fernando Hernández,  Caguas 5
- 2013-14        Steve Smith, Mayagüez 6
- 2014-15        Luis Atilano, Caguas 7
- 2015-16.       Adalberto Flores, Santurce , Tyler Herrón, Mayagüez & Kanekoa Texeira Mayagüez 5 (empatados)
- 2016-17        Jonathan Sánchez, Mayagüez 5
- 2018           Adalberto Flores, Santurce 4*
- 2018-19      Fernando Cruz, Santurce 5
- 2019-20       Eddie Reynoso, Santurce 5
- 2020-21       Nick Travieso, Mayagüez 3

### Ponches
- 1938-39	José A. Figueroa, 	Mayagüez	96
- 1939-40	Satchel Paige, 	Guayama	208
- 1940-41	David “Impo” Barnhill, 	Humacao	193
- 1941-42	Leon Day, 	Aguadilla	168
- 1942-43	Cefo Conde, 	Mayagüez	69
- 1943-44	Juan Santaella, 	Mayagüez	86
- 1944-45	Luis R. Cabrera, 	Santurce	81
- 1945-46	Luis R. Cabrera, 	Santurce	75
- 1946-47	Dan Bankhead, 	Caguas	179
- 1947-48	Johnny Davis, 	Mayagüez	100
- 1948-49	Eugene Collins, 	Caguas	157
- 1949-50	Dan Bankhead, 	Caguas	131
- 1950-51	Pete Wojie, 	Aguadilla	116
- 1951-52	Sam Jones, 	San Juan	140
- 1952-53	Rubén Gómez,	Santurce	123
- 1953-54	Bob Turley,	San Juan	143
- 1954-55	Sam Jones, 	Santurce	171
- 1955-56	Jim Owens, 	Mayagüez	134
- 1956-57	Luis Arroyo, 	San Juan	106
- 1957-58	Juan Pizarro, 	Caguas	183
- 1958-59	Juan Pizarro, 	Caguas	139
- 1959-60	Juan Pizarro, 	Santurce	141
- 1960-61	Juan Pizarro, 	Santurce	123
- 1961-62	Juan Pizarro,	Santurce	154
- 1962-63	Bob Veale, 	Ponce	104
- 1963-64	John Boozer, 	Arecibo	132
- 1964-65	Dennis McLain,	Mayagüez	126
- 1965-66	John Boozer, 	Ponce	121
- 1966-67	Grant Jackson, 	Caguas	104
- 1967-68	Juan Pizarro, 	Santurce	108
- 1968-69	Bill Kelso, Ponce & Rod Gardner, Ponce	82 (empatados)
- 1969-70	Wayne Simpson, 	Ponce	114
- 1970-71	William Parson, 	Mayagüez	97
- 1971-72	Roger Moret, 	Santurce	89
- 1972-73	Lynn McGlothen, 	Arecibo	130
- 1973-74	Ken Wright, 	Arecibo	147
- 1974-75	Roy Thomas, Caguas & Chris Zachary, Mayagüez 61 (empatados)
- 1975-76	Odell Jones, 	Bayamón	77
- 1976-77	Dave Lemanzyck,	Mayagüez	78
- 1977-78	Bob Galasso, 	Santurce	71
- 1978-79	John Morris, 	Mayagüez	58
- 1979-80	Frank La Corte,	Bayamón	56
- 1980-81	Eric Show,  	Mayagüez	62
- 1981-82	Ed Nuñez, 	Ponce	67
- 1982-83	Greg Harris, 	Ponce	84
- 1983-84	Julián González, 	Santurce	72
- 1984-85	Randy Niemann, 	Mayagüez	54
- 1985-86	Tom Candiotti, 	Ponce	53
- 1986-87	Doug Jones, 	Ponce	46
- 1987-88	Mike Kinnunen,	Caguas	54
- 1988-89	Aristalco Tirado,	Arecibo	67
- 1989-90	Rick Reed,	Santurce	53
- 1990-91	Rod Nichols, 	Ponce	54
- 1991-92	Denny Neagle, 	San Juan	64
- 1992-93	Greg McMichael, 	Ponce	40
- 1993-94	Rick White, Mayagüez, Randy Veres, Mayagüez & Dave Otto, Santurce 38 (empatados)
- 1994-95	Eric Gunderson, 	Ponce	62
- 1995-96	Keith Shepherd, 	Caguas	63
- 1996-97	Julio Valera, 	Mayagüez	42
- 1997-98	Jay Witasick, 	Caguas	60
- 1998-99	Doug Linton, 	Caguas	56
- 1999-00	Eric Ludwick, 	Ponce	66
- 2000-01	Bubba Hardwick, 	Santurce	50
- 2001-02	Hidecki Irabu, 	Santurce	61
- 2002-03	Doug Linton, 	Bayamón	56
- 2003-04	Dickie González, 	Carolina	67
- 2004-05	Evan Thomas,	Santurce	53
- 2005-06	Giancarlo Alvarado,	Ponce	59
- 2006-07	Bruce Chen,	Caguas	45
- 2007-08	TORNEO SUSPENDIDO
- 2008-09	Héctor Mercado,	Ponce	47
- 2009-10	Orlando Román,	Caguas	42
- 2010-11	Mario Santiago,	Carolina	50
- 2011-12	Giancarlo Alvarado,	Ponce	55
- 2012-13        Josh Lowey, Santurce & Kelvin Villa, Caguas 41 (empatados)
- 2013-14        Víctor Mateo, Santurce 46
- 2014-15        Adalberto Flores, San Juan 52
- 2015-16        Adalberto Flores, Santurce 35
- 2016-17        Adalberto Flores, Santurce & Hiram Burgos, Mayagüez 43 (empatados)
- 2018           Orlando Román, Caguas & David Richardson, Santurce 17 (empatados)*
- 2018-19       Fernando Cruz, Santurce 37
- 2019-20        Eric Stout, Mayagüez  42
- 2020-21        Luis Medina, Mayagüez 32

### "Earned Run Average"(ERA)
- 1938-39	Raymond Brown,	San Juan	2.00
- 1939-40	Sylvio García, 	Ponce	1.32
- 1940-41	David “Impo” Barnhill, 	Humacao	2.12
- 1941-42	Raymond Brown, 	Ponce	1.80
- 1942-43	Rafael Ortiz, 	Ponce	1.83
- 1943-44	Tomás “Planchardón” Quiñones,	Ponce	1.69
- 1944-45	Tomás “Planchardón” Quiñones,	Ponce	2.52
- 1945-46	Johnny Davis, 	San Juan	2.42
- 1946-47	Barney Brown,	San Juan	1.25
- 1947-48	Dwain Sloat, 	Aguadilla	2.60
- 1948-49	Red Lynn, 	Ponce	2.39
- 1949-50	Cecil Kaiser, 	Caguas	1.67
- 1950-51	Mike Clark, 	Caguas	2.10
- 1951-52	Charles Gorin,	Mayaguez/ San Juan	2.36
- 1952-53	Rubén Gómez, 	Santurce	1.79
- 1953-54	Natalio Irizarry, 	Mayagüez	1.49
- 1954-55	Sam Jones, 	Santurce	1.77
- 1955-56	Pete Wojie, 	Mayagüez	2.46
- 1956-57	Bob Smith, 	Mayagüez	1.93
- 1957-58	Juan Pizarro, 	Caguas	1.32
- 1958-59	Loyd Merrit, 	Caguas	1.63
- 1959-60	Bob Bruce, 	Mayagüez	1.98
- 1960-61	Luis Arroyo, 	San Juan	1.64
- 1961-62	Gordon Seyfried, 	Mayagüez	1.67
- 1962-63	Bob Dustal, 	Mayagüez	1.76
- 1963-64	Joel Horner, 	San Juan	1.21
- 1964-65	Fred Talbot, 	Santurce	1.30
- 1965-66	Fergunson Jenkins, 	Caguas	1.38
- 1966-67	Dick Hughes, 	Santurce	1.79
- 1967-68	Tom Timmerman, 	Caguas	0.88
- 1968-69	Jerry Johnson, 	Ponce	1.29
- 1969-70	Wayne Simpson, 	Ponce	1.55
- 1970-71	Tom Kelly, 	Ponce	2.04
- 1971-72	John Stromayer, 	Caguas	1.71
- 1972-73	Bert Strom, 	San Juan	1.65
- 1973-74	Ernie McCannally, 	Ponce	1.72
- 1974-75	Richard Krueger, 	Caguas	1.40
- 1975-76	Tom Bruno, 	Arecibo	1.23
- 1976-77	José L. Martínez, 	Ponce	1.91
- 1977-78	Scott McGregor, 	Caguas	2.18
- 1978-79	Steve McCatty, 	Ponce	1.71
- 1979-80	Darrel Jackson, 	Mayagüez	1.33
- 1980-81	Dave Smith, 	Bayamón	0.94
- 1981-82	Ed Nuñez, 	Ponce	1.72
- 1982-83	Ed Figueroa, 	Caguas	2.93
- 1983-84	Kevin Hagen, 	Mayagüez	1.92
- 1984-85	José Guzmán, 	Mayagüez	1.62
- 1985-86	Luis de León, 	Mayagüez	1.34
- 1986-87	Charles Corbell, 	San Juan	2.21
- 1987-88	Todd Frowirth, 	Arecibo	1.30
- 1988-89	Mike Kinnunen, 	Caguas	1.67
- 1989-90	Randy Bockus, 	Caguas	2.25
- 1990-91	Trevor Wilson, 	San Juan	2.07
- 1991-92	Gino Minnutelli, 	San Juan	0.90
- 1992-93	Fernando Figueroa, 	Mayagüez	0.64
- 1993-94	Carlos Reyes, 	San Juan	1.31
- 1994-95	Doug Brocail, 	Mayagüez	1.70
- 1995-96	Bronswell Patrick, 	Santurce	1.66
- 1996-97	Jarold Juelsgaard, 	Ponce	1.74
- 1997-98	José Santiago, 	San Juan	2.39
- 1998-99	Eric Ludwick, 	Ponce	1.33
- 1999-00	Julio Valera, 	Mayagüez	1.97
- 2000-01	Ricky Bones, 	Ponce	1.13
- 2001-02	Jon McDonald, 	Carolina	1.72
- 2002-03	Jonathan Albaladejo, 	Ponce	0.78
- 2003-04	Dickie González,	Carolina	1.33
- 2004-05	Mike Johnson,	Ponce	1.36
- 2005-06	Kyle Middleton,	Manatí	1.91
- 2006-07	Bruce Chen,	Caguas	0.72
- 2007-08	TORNEO SUSPENDIDO
- 2008-09	Ian Kennedy,	Mayagüez	1.56
- 2009-10	Levale Speigner,	Arecibo	2.03
- 2010-11	Kyler Newby,	Ponce	1.55
- 2011-12	Travis Schilichting,	Mayagüez	0.92
- 2012-13        Tomás Santiago, Ponce 1.85
- 2013-14        Hiram Burgos,  Mayagüez 1.40
- 2014-15        Iván Maldonado,  Santurce 0.39
- 2015-16        Joseph Colón,  Santurce 1.16
- 2016-17        Adalberto Flores, Santurce 0.95
- 2018           Adalberto Flores, Santurce 1.57
- 2018-19        Fernando Cabrera, Santurce 2.09
- 2019-20        Héctor Santiago, Carolina 0.73
- 2020-21        Luis Medina, Mayagüez 0.54

### Salvados
- 2006-07       Brian Wilson , Mayagüez & Edward Buzachero , Arecibo 14 (empatados)
- 2007-08	TORNEO SUSPENDIDO
- 2008-09       Jonathan Albaladejo,   Mayagüez 14
- 2009-10       Bubbie Buzachero Arecibo & Bill Simas  Mayagüez 10 (empatados)
- 2010-11       Saúl Rivera, Caguas 15
- 2011-12       R.J. Rodríguez, Ponce 11
- 2012-13       Ricardo Gómez, Santurce 14
- 2013-14       Saúl Rivera,  Caguas 13
- 2014-15       Saúl Rivera,  Caguas 15
- 2015-16       Fernando Cabrera, Mayagüez 16
- 2016-17       Ricardo Gómez, Caguas 15
- 2018          Miguel Mejía, Caguas 6
- 2018-19       Joshua Torres, Mayagüez 10
- 2019-20       Fernando Cruz, Santurce 10
- 2020-21       Yennier Cano, Manatí 4

### Dirigente del Año
- 1947-48        Quincy Trouppe , Caguas
- 1948-49        Arthur Wilson , Mayagüez
- 1949-50        Luis Rodríguez Olmo , Caguas
- 1950-51        Luis Rodríguez Olmo , Caguas
- 1951-52        Luis Rodríguez Olmo , Caguas
- 1952-53        Johnny Riddle , San Juan
- 1953-54        Mickey Owens , Caguas
- 1954-55        Herman Franks , Santurce
- 1955-56        Ben Geragthy , Caguas
- 1956-57        Ralph Houk , San Juan
- 1957-58        Luis Rodríguez Olmo , San Juan
- 1958-59        Bill Adair , Mayagüez
- 1959-60        Víctor Pellot Power , Caguas
- 1960-61        Cal Ermer , Ponce
- 1961-62        Luis Rodríguez Olmo , Arecibo
- 1962-63        Luis Rodríguez Olmo , Arecibo
- 1963-64        Johnny Lipon , Ponce
- 1964-65        Preston Gómez , Santurce
- 1965-66        Luis ''Tite'' Arroyo , Ponce
- 1966-67        Larry Sheppard , Arecibo
- 1967-68        Earl Weaver , Santurce
- 1968-69        Frank Robinson , Santurce
- 1969-70        Cal Ermer , Mayagüez
- 1970-71        Frank Verdi , Ponce
- 1971-72        Bill Virdon , San Juan
- 1972-73        Steve Boros , Arecibo
- 1973-74        Pat Corales , Ponce
- 1974-75        Pat Corrales , Ponce
- 1975-76        Harvey Kuenn , Mayagüez
- 1976-77        Cal Ermer , Ponce
- 1977-78        Jack McKeon , Arecibo
- 1978-79        José Pagan , Ponce
- 1979-80        Art Howe , Bayamon
- 1980-81        Orlando Gómez , Mayagüez
- 1981-82        José Pagan , Bayamon
- 1982-83        Jim Nappier , Ponce
- 1983-84        Frank Verdi , Mayagüez
- 1984-85        Nick Leyva , Mayagüez
- 1985-86        Santos Alomar , Santurce
- 1986-87        Orlando Gómez , Ponce
- 1987-88        Kevin Kennedy , Santurce
- 1988-89        Max''Mako''Oliveras , San Juan
- 1989-90        Ramón Aviles , Caguas
- 1990-91        Brad Fischer , San Juan
- 1991-92        Orlando Gómez , Ponce
- 1992-93        Max''Mako''Oliveras , Santurce
- 1993-94        Luis Melendez , San Juan
- 1994-95        Santos Alomar , Ponce
- 1995-96        Tom Gamboa , Mayagüez
- 1996-97        Tom Gamboa , Mayagüez
- 1997-98        Max''Mako''Oliveras , San Juan
- 1998-99        Carlos Lezcano , Ponce
- 1999-00        Adalberto Peña , Caguas
- 2000-01        Santos Alomar , Caguas
- 2001-02        José''Cheo'' Cruz , Ponce
- 2002-03        Oscar Acosta , Caguas
- 2003-04        José''Cheo'' Cruz , Ponce
- 2004-05        José''Chepito'' Muñoz , Caguas
- 2005-06        Lino Rivera , Carolina
- 2006-07        Dan Rhon , Mayagüez
- 2007-08 NO HUBO TORNEO
- 2008-09        Eduardo Pérez , Ponce
- 2009-10        Pat Kelly , Arecibo
- 2010-11        Pat Listach, Ponce
- 2011-12        Lino Rivera, Caguas
- 2012-13        Carlos Baerga, Santurce
- 2013-14        Carmelo Martínez, Ponce
- 2014-15        Alex Cora, Caguas
- 2015-16      Pat Kelly, Mayagüez
- 2016-17       Ramón Vázquez , Santurce
- 2018          Luis Matos, Caguas
- 2018-19     Alex Cintrón, Carolina

### Regreso del Año
- 2010-11        Edgar Clemente, Carolina
- 2011-12        John Rodríguez, Ponce
- 2012-13        Nick Ortiz, Ponce
- 2013-14        Anthony García, Carolina
- 2014-15      Iván Maldonado, Santurce
- 2015-16     Jonathan Sánchez, Mayagüez
- 2016-17    Carlos Corporan  & Juan C. Romero Santurce
- 2018        Iván Maldonado, Caguas
- 2018-19     Yariel González, Mayagüez

### Lanzador del Año
- 2012-13     Ricardo Gómez, Santurce
- 2013-14     Hiram Burgos,  Mayagüez
- 2014-15     Iván Maldonado, Santurce
- 2015-16     Adalberto Flores, Santurce
- 2016-17    Adalberto Flores, Santurce
- 2018       Adalberto Flores, Santurce
- 2018-19    Fernando Cruz, Santurce